# Leichtathletik-Weltmeisterschaften 2013/100 m der Männer

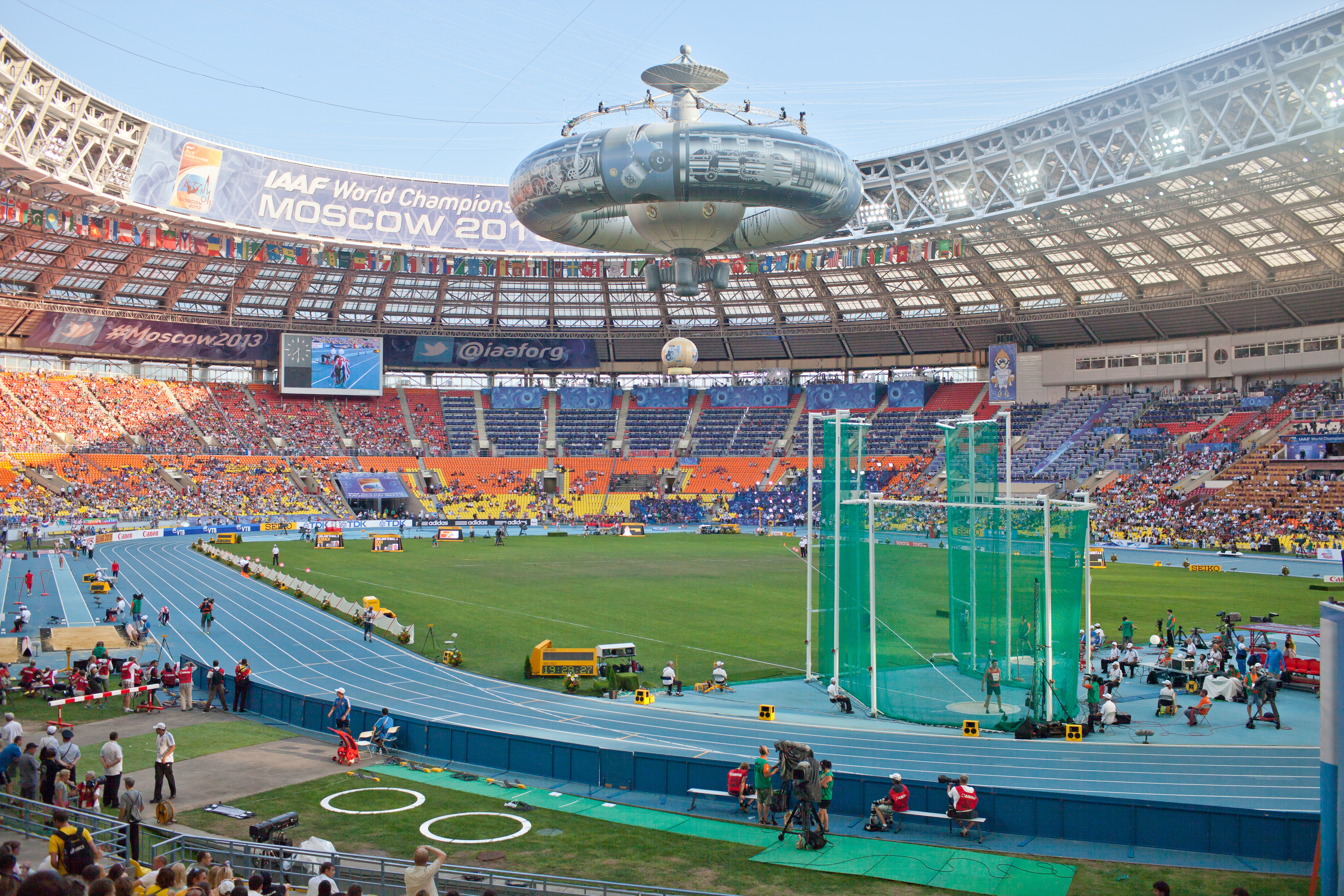
Das Olympiastadion Luschniki während der Weltmeisterschaften

Der 100-Meter-Lauf der Männer bei den Leichtathletik-Weltmeisterschaften 2013 wurde am 10. und 11. August 2013 im Olympiastadion Luschniki der russischen Hauptstadt Moskau ausgetragen.
In diesem Wettbewerb errangen die Läufer aus Jamaika mit Gold und Bronze zwei Medaillen.

Seinen zweiten WM-Titel über 100 Meter nach 2009 errang der in dieser Zeit hoch überlegene Sprinter Usain Bolt. Zuvor hatte er den 200-Meter-Lauf bei den Weltmeisterschaften 2009 und 2011 gewonnen und war zweimal Weltmeister mit der 4-mal-100-Meter-Staffel. Auch hier in Moskau errang er später wieder die Titel über 200 Meter und mit der Sprintstaffel seines Landes. Außerdem hatte er auch bei den Olympischen Spielen 2008 sowie 2012 jeweils beide Sprintstrecken für sich entschieden und 2012 auch Staffelgold gewonnen.

Silber ging an den US-amerikanischen Doppelweltmeister über 100-/200-Meter und 100-Meter-Olympiasieger von 2004 Justin Gatlin, der nach seinen Erfolgen bis 2005 und einem inzwischen annullierten Weltrekord zweimal wegen Dopingverstößen gesperrt worden und 2010 nach einer umstrittenen Verkürzung einer Sperre auf die Wettkampfbühne zurückgekehrt war. Weitere olympische Medaillen hatte er außerdem mit der Sprintstaffel errungen.

Bronze ging an Nesta Carter, der mit der 4-mal-100-Meter-Staffel 2011 WM-Gold und 2012 Olympiagold gewonnen hatte. Auch hier in Moskau gab es gemeinsam mit Usain Bolt wieder Staffelgold für ihn.

## Rekorde
| Weltrekord               | 9,58 s | Usain Bolt | WM in Berlin, Deutschland | 16. August 2009 |
| Weltmeisterschaftsrekord | 9,58 s | Usain Bolt | WM in Berlin, Deutschland | 16. August 2009 |

Der bestehende WM-Rekord wurde bei diesen Weltmeisterschaften nicht eingestellt und nicht verbessert.
Es wurden vier Landesrekorde aufgestellt:
- 10,87 s – Mohammed Abukhousa (Palästina), 4. Vorausscheidungslauf am 10. August bei 0,4 m/s Gegenwind
- 10,92 s – Denielsan Martins (Kap Verde), 4. Vorausscheidungslauf am 10. August bei 0,4 m/s Gegenwind
- 10,04 s – Zhang Peimeng (Volksrepublik China), 4. Vorlauf am 10. August bei 0,2 m/s Gegenwind
- 10,00 s – Zhang Peimeng (Volksrepublik China), 2. Halbfinale am 11. August bei 0,4 m/s Rückenwind

## Doping
Der in den Vorentscheidungsläufen ausgeschiedene Afghane Massoud Azizi war mit Nandrolon gedopt und wurde disqualifiziert.

## Ergebnisse

### Vorausscheidung
Die Vorausscheidung, an der nur Athleten teilnahmen, die nicht die A-Norm von 10,15 s erfüllt hatten und auch keine Wildcard besaßen, wurde in vier Läufen durchgeführt. Die ersten beiden Wettbewerber pro Lauf – hellblau unterlegt – sowie die darüber hinaus drei zeitschnellsten Läufer – hellgrün unterlegt – qualifizierten sich für die Vorrunde.

### Vorausscheidungslauf 1

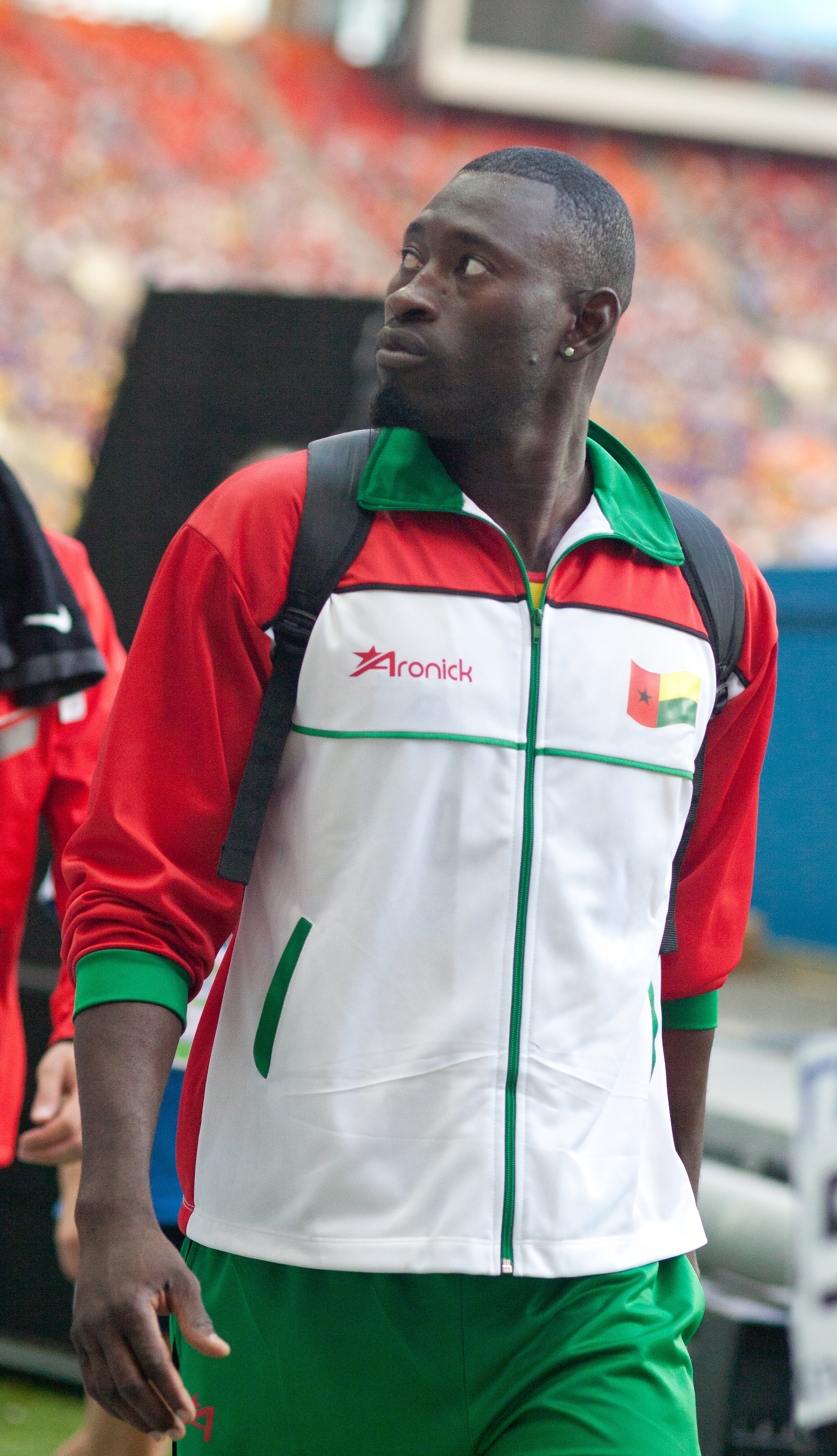
Holder da Silva – ausgeschieden als Dritter in 10,59 s

10. August 2013, 10:10 Uhr Ortszeit (7:10 Uhr MESZ)
Wind: −0,4 m/s
| Platz | Bahn | Athlet                    | Land                  | Zeit (s) |
| ----- | ---- | ------------------------- | --------------------- | -------- |
| 1     | 5    | Daniel Bailey             | Antigua und Barbuda   | 10,51    |
| 3     | 6    | Holder da Silva           | Guinea-Bissau         | 10,59    |
| 2     | 2    | Riste Pandev              | Mazedonien            | 10,97    |
| 4     | 7    | Faresa Kapisi             | Amerikanisch-Samoa    | 11,21 PB |
| 5     | 8    | Mikel de Sa               | Andorra               | 11,24 SB |
| 6     | 4    | Daniel Philimon           | Vanuatu               | 11,53 PB |
| 7     | 3    | Christopher Lima da Costa | São Tomé und Príncipe | 11,79 SB |

### Vorausscheidungslauf 2
10. August 2013, 10:17 Uhr Ortszeit (7:17 Uhr MESZ)
Wind: +0,3 m/s
| Platz | Bahn | Athlet              | Land                               | Zeit (s) |
| ----- | ---- | ------------------- | ---------------------------------- | -------- |
| 1     | 2    | Alexander Brednew   | Russland                           | 10,49    |
| 2     | 8    | Innocent Bologo     | Burkina Faso                       | 10,51    |
| 3     | 4    | Sapwaturrahman      | Indonesien                         | 10,75 SB |
| 4     | 6    | Kieron Rogers       | Anguilla                           | 10,80    |
| 5     | 3    | Jesus T. Iguel      | Nördliche Marianen                 | 11,65 PB |
| 6     | 9    | Roman William Cress | Marshallinseln                     | 11,65 SB |
| 7     | 5    | Gauthier Okawe      | Gabun                              | 11,83 PB |
| 8     | 7    | McCaffrey Gilmete   | Föderierte Staaten von Mikronesien | 11,86 PB |

### Vorausscheidungslauf 3

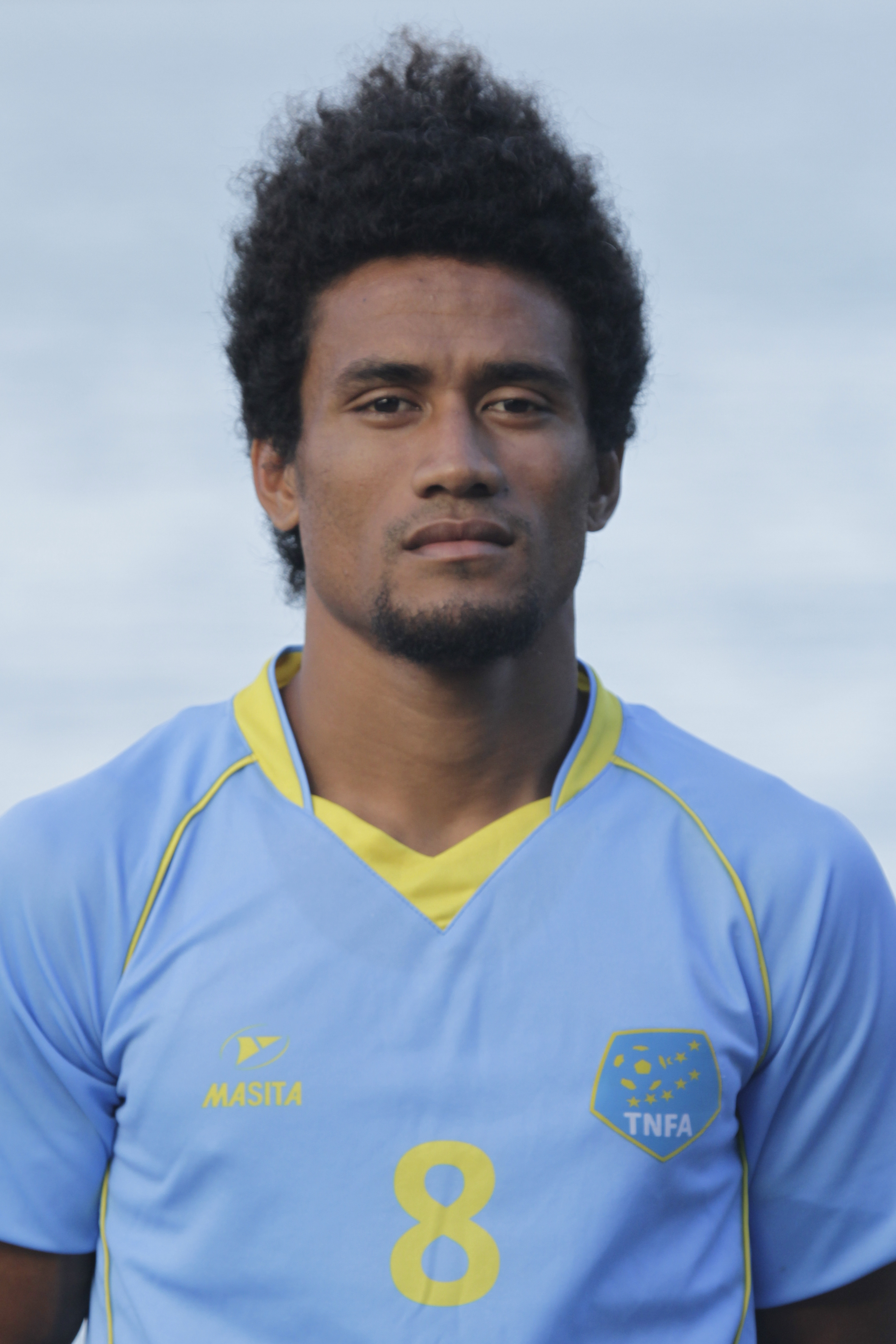
Okilani Tinila – ausgeschieden als Siebter in 11,57 s

10. August 2013, 10:24 Uhr Ortszeit (7:24 Uhr MESZ)
Wind: −0,5 m/s
| Platz | Bahn | Athlet                | Land                         | Zeit (s) |
| ----- | ---- | --------------------- | ---------------------------- | -------- |
| 1     | 2    | Barakat al-Harthi     | Oman                         | 10,47    |
| 2     | 3    | Banuve Tabakaucoro    | Fidschi                      | 10,53 SB |
| 3     | 5    | Idrissa Adam          | Kamerun                      | 10,56    |
| 4     | 6    | Hugues Tshiyinga Mafo | Demokratische Republik Kongo | 11,11 PB |
| 5     | 8    | Masbah Ahmmed         | Bangladesch                  | 11,23    |
| 6     | 7    | Michael Alicto        | Guam                         | 11,39 PB |
| 7     | 4    | Okilani Tinilau       | Tuvalu                       | 11,57 SB |

### Vorausscheidungslauf 4
10. August 2013, 10:31 Uhr Ortszeit (7:31 Uhr MESZ)
Wind: −0,4 m/s
| Platz | Bahn | Athlet                   | Land           | Zeit (s) |
| ----- | ---- | ------------------------ | -------------- | -------- |
| 1     | 2    | Calvin Kang Li Loong     | Singapur       | 10,52 PB |
| 2     | 7    | Shernyl Burns            | Montserrat     | 10,63    |
| 3     | 9    | Ifrish Alberg            | Suriname       | 10,70    |
| 4     | 3    | Devilert Arsene Kimbembe | Republik Kongo | 10,77 SB |
| 5     | 4    | Mohammed Abukhousa       | Palästina      | 10,87 NR |
| 6     | 5    | Denielsan Martins        | Kap Verde      | 10,92 NR |
| 7     | 6    | Siueni Filimone          | Tonga          | 10,93    |
| DOP   | 8    | Massoud Azizi            | Afghanistan    | 11,78    |

### Vorrunde
Die Vorrunde, an der alle Läufer mit erfüllter A-Norm sowie die aus der Vorausscheidung qualifizierten Athleten teilnahmen, wurde in sieben Läufen durchgeführt. Die ersten drei Wettbewerber pro Lauf – hellblau unterlegt – sowie die darüber hinaus drei zeitschnellsten Teilnehmer – hellgrün unterlegt – qualifizierten sich für das Halbfinale.

#### Vorlauf 1

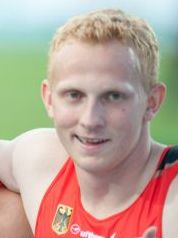
Martin Keller – ausgeschieden als Fünfter in 10,32 s

10. August 2013, 20:15 Uhr Ortszeit (17:15 Uhr MESZ)
Wind: −0,2 m/s
| Platz | Bahn | Athlet               | Land         | Zeit (s) |
| ----- | ---- | -------------------- | ------------ | -------- |
| 1     | 2    | Kemar Bailey-Cole    | Jamaika      | 10,02    |
| 2     | 9    | Christophe Lemaitre  | Frankreich   | 10,12    |
| 3     | 5    | Gabriel Mvumvure     | Simbabwe     | 10,28    |
| 4     | 8    | Adam Harris          | Guyana       | 10,30    |
| 5     | 7    | Martin Keller        | Deutschland  | 10,32    |
| 6     | 6    | Suwaibou Sanneh      | Gambia       | 10,46    |
| 7     | 3    | Innocent Bologo      | Burkina Faso | 10,57    |
| 8     | 4    | Calvin Kang Li Loong | Singapur     | 10,66    |

#### Vorlauf 2

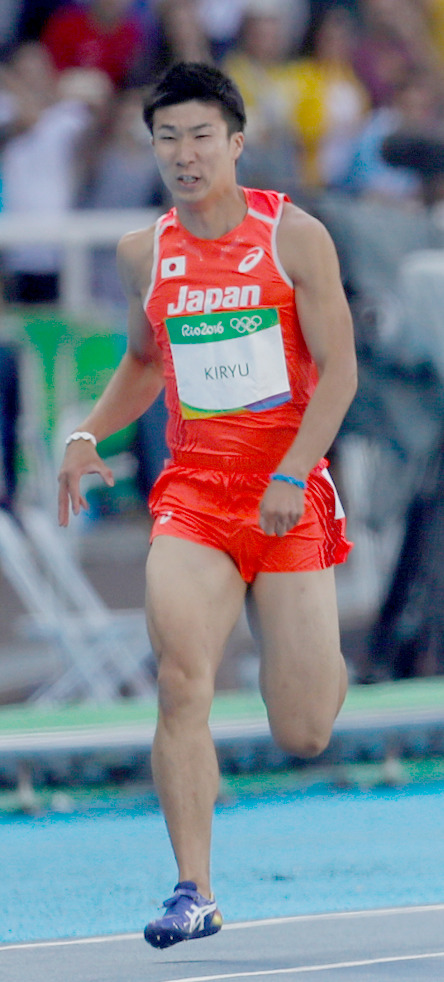
Yoshihide Kiryū – ausgeschieden als Vierter in 10,32 s
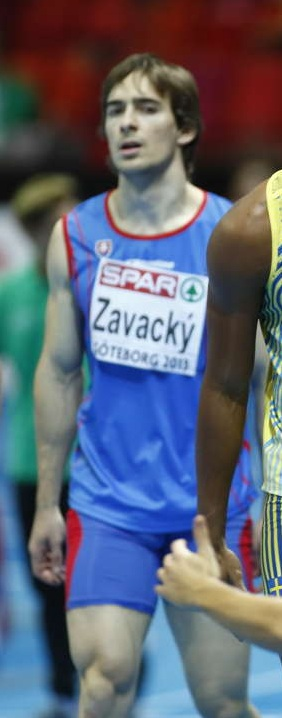
Adam Zavacký – ausgeschieden als Sechster in 10,46 s
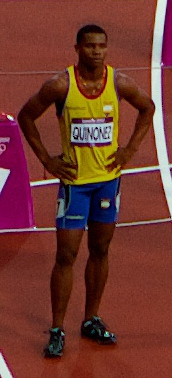
Álex Quiñónez – ausgeschieden als Siebter in 10,50 s

10. August 2013, 20:22 Uhr Ortszeit (17:22 Uhr MESZ)
Wind: −0,4 m/s
| Platz | Bahn | Athlet           | Land        | Zeit (s) |
| ----- | ---- | ---------------- | ----------- | -------- |
| 1     | 3    | Nesta Carter     | Jamaika     | 10,11    |
| 2     | 9    | Gavin Smellie    | Kanada      | 10,30    |
| 3     | 4    | Churandy Martina | Niederlande | 10,17    |
| 4     | 5    | Yoshihide Kiryū  | Japan       | 10,31    |
| 5     | 6    | Andrew Hinds     | Barbados    | 10,36    |
| 6     | 7    | Adam Zavacký     | Slowakei    | 10,46    |
| 7     | 2    | Álex Quiñónez    | Ecuador     | 10,50    |
| DNF   | 8    | Ifrish Alberg    | Suriname    |          |

#### Vorlauf 3

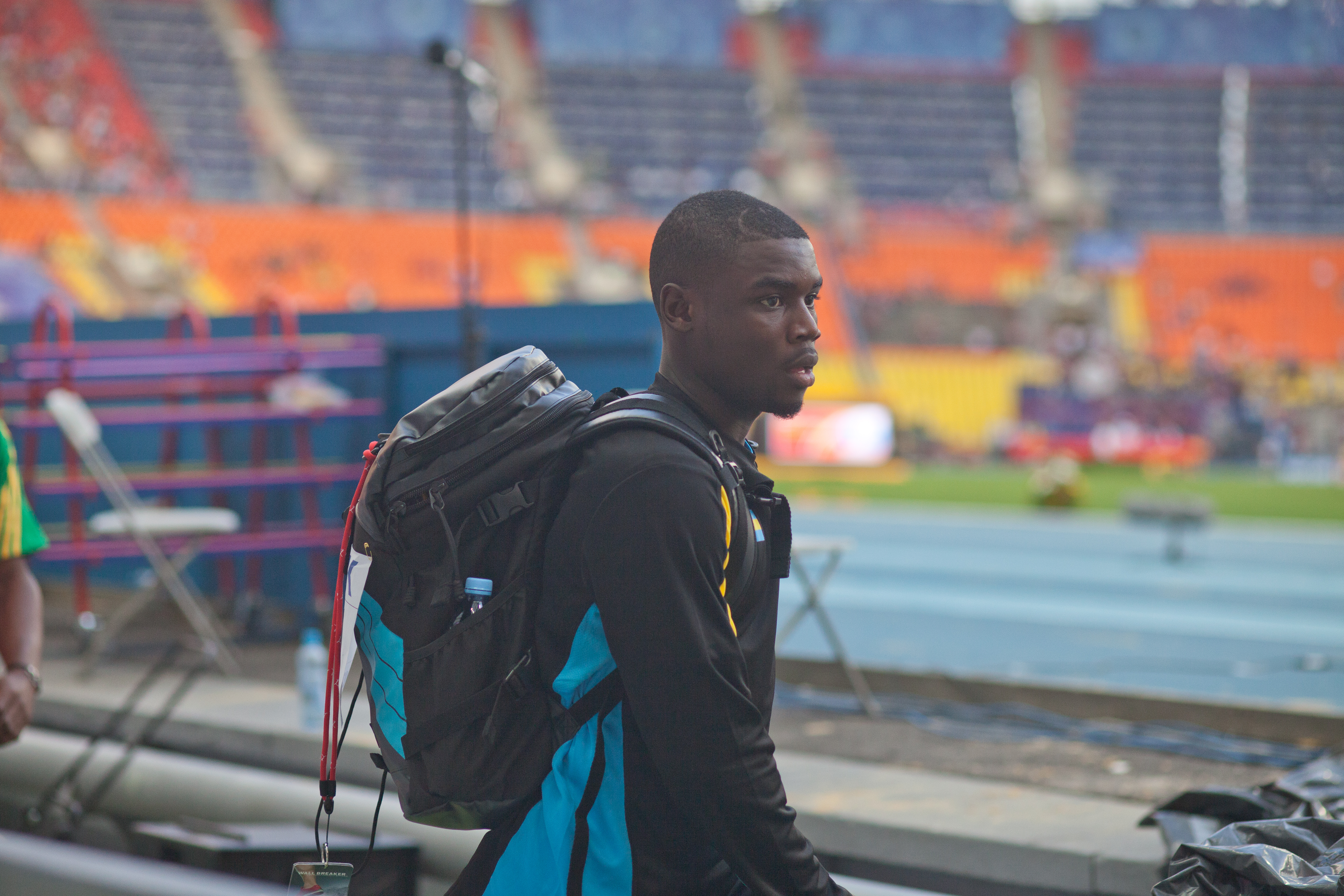
Shavez Hart – ausgeschieden als Sechster in 10,36 s
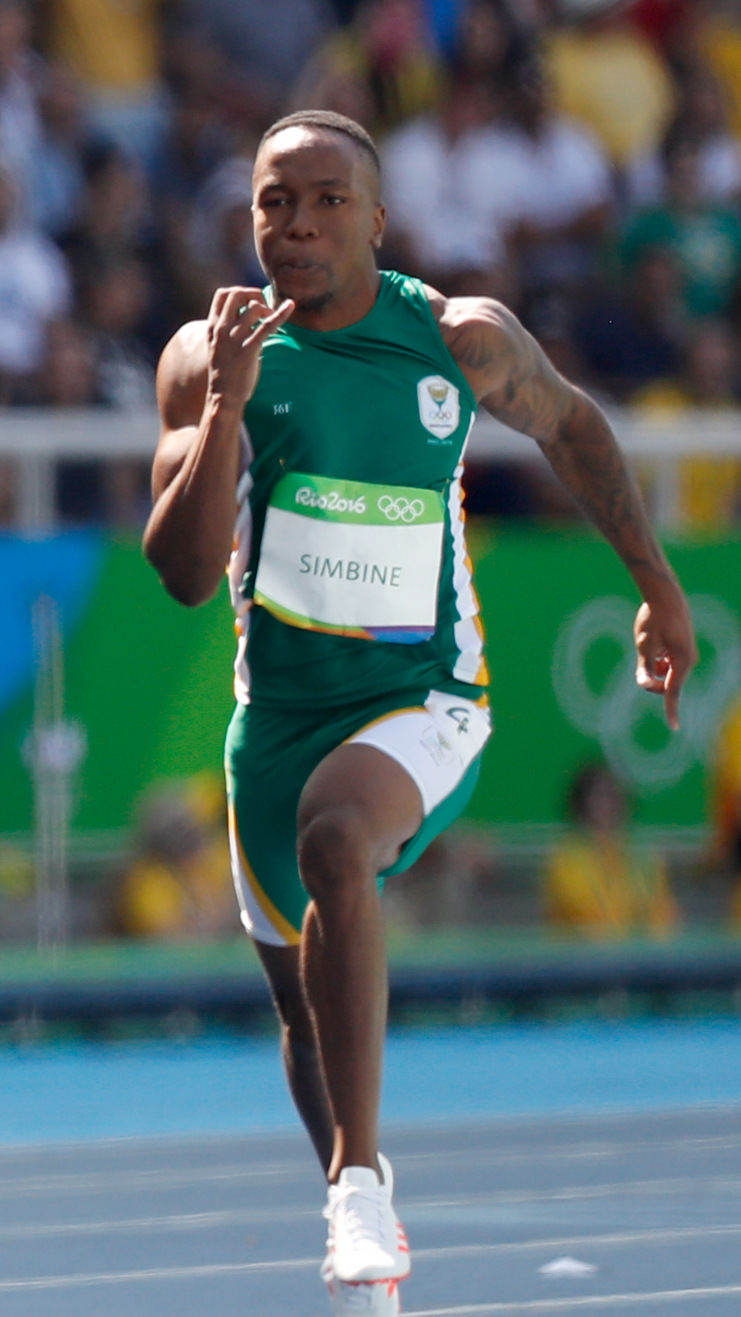
Akani Simbine – ausgeschieden als Siebter in 10,36 s
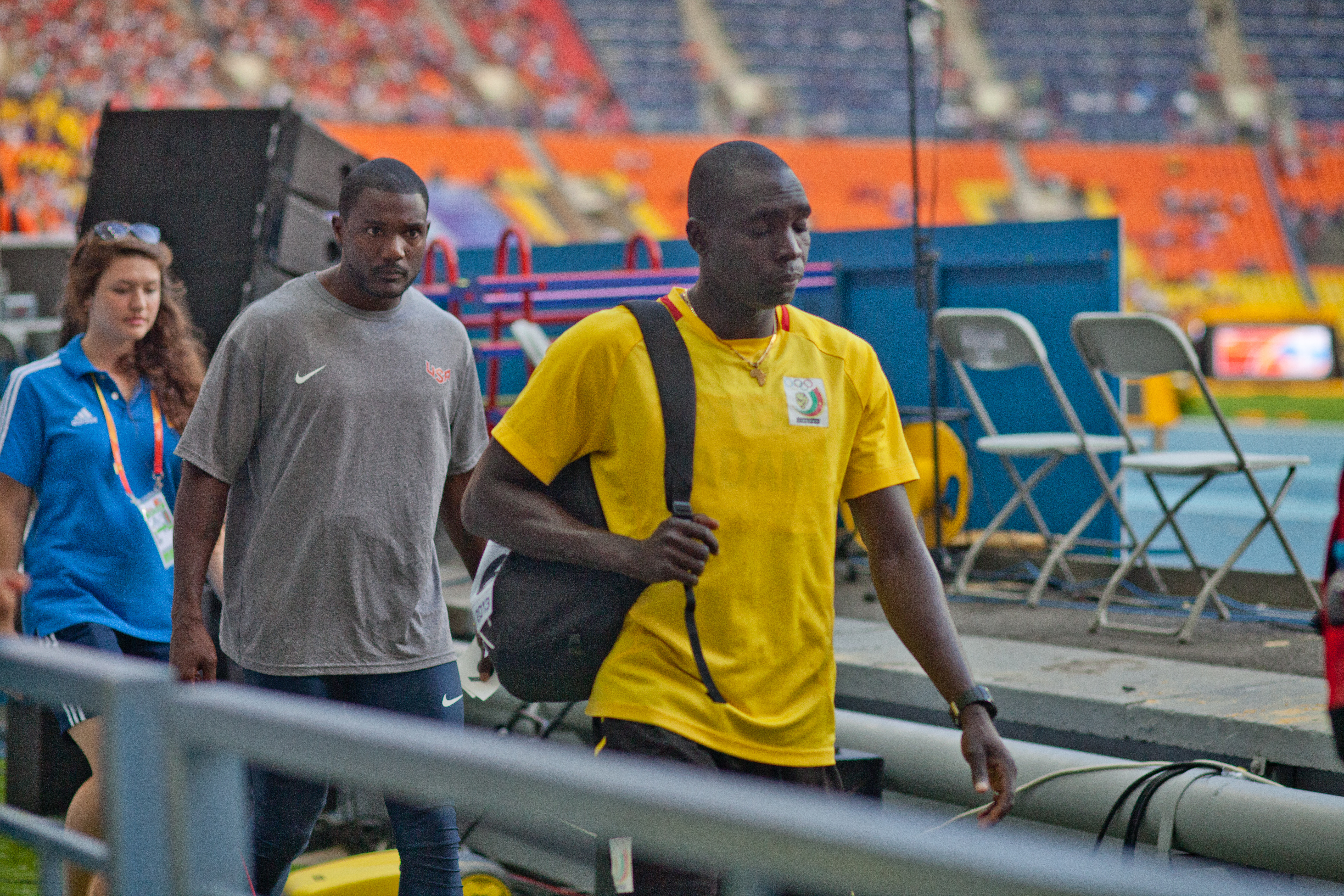
Idrissa Adam (vorne) – ausgeschieden als Achter in 10,70 s

10. August 2013, 20:29 Uhr Ortszeit (17:29 Uhr MESZ)
Wind: −0,3 m/s
| Platz | Bahn | Athlet         | Land                | Zeit (s) |
| ----- | ---- | -------------- | ------------------- | -------- |
| 1     | 9    | Justin Gatlin  | USA                 | 09,99    |
| 2     | 4    | Keston Bledman | Trinidad und Tobago | 10,02    |
| 3     | 3    | Dwain Chambers | Großbritannien      | 10,14    |
| 4     | 7    | Antoine Adams  | St. Kitts und Nevis | 10,18    |
| 5     | 2    | Sam Effah      | Kanada              | 10,21    |
| 6     | 6    | Shavez Hart    | Bahamas             | 10,36    |
| 7     | 5    | Akani Simbine  | Südafrika           | 10,36    |
| 8     | 8    | Idrissa Adam   | Kamerun             | 10,70    |

#### Vorlauf 4

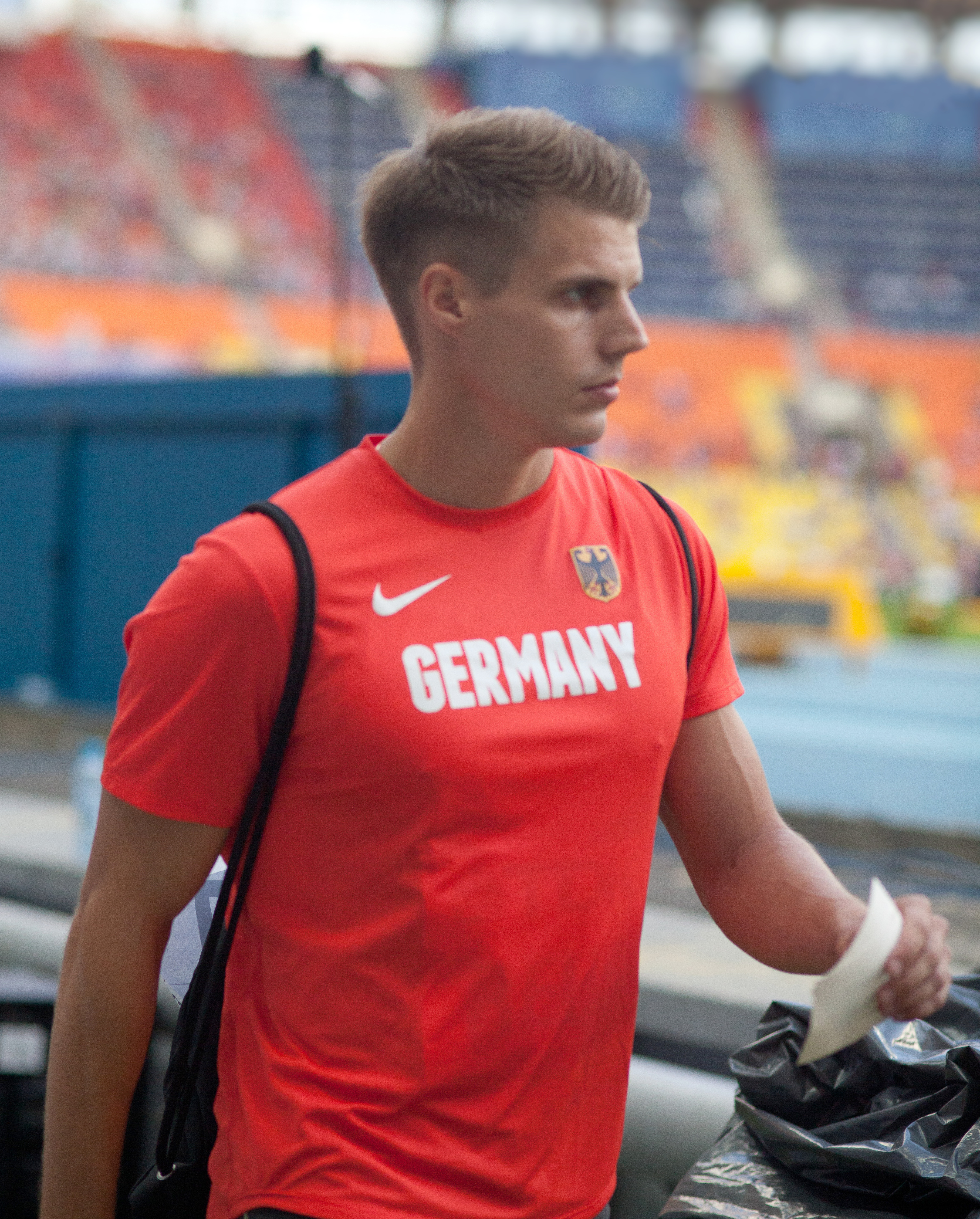
Julian Reus – ausgeschieden als Fünfter in 10,27 s
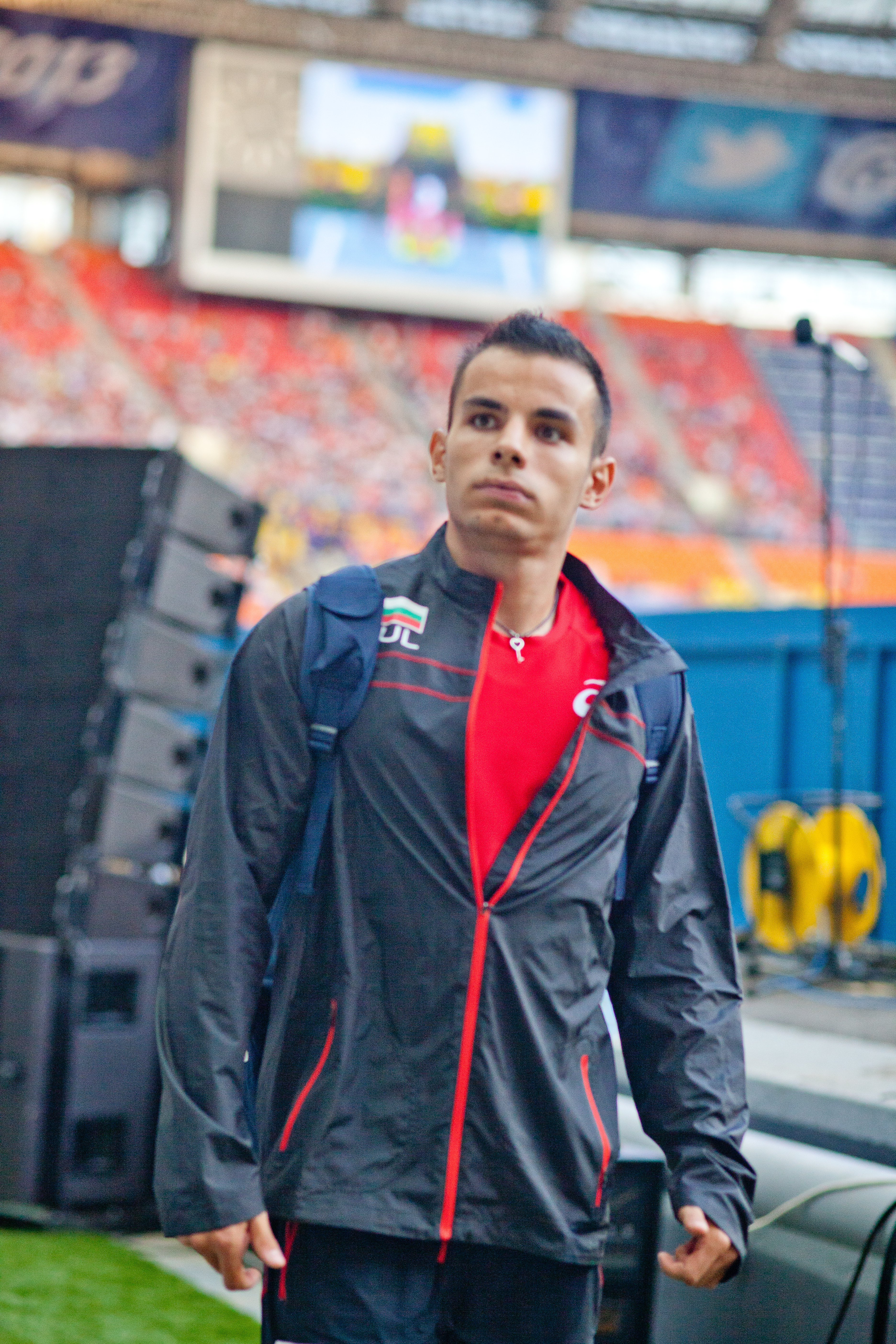
Denis Dimitrow – ausgeschieden als Sechster in 10,29 s
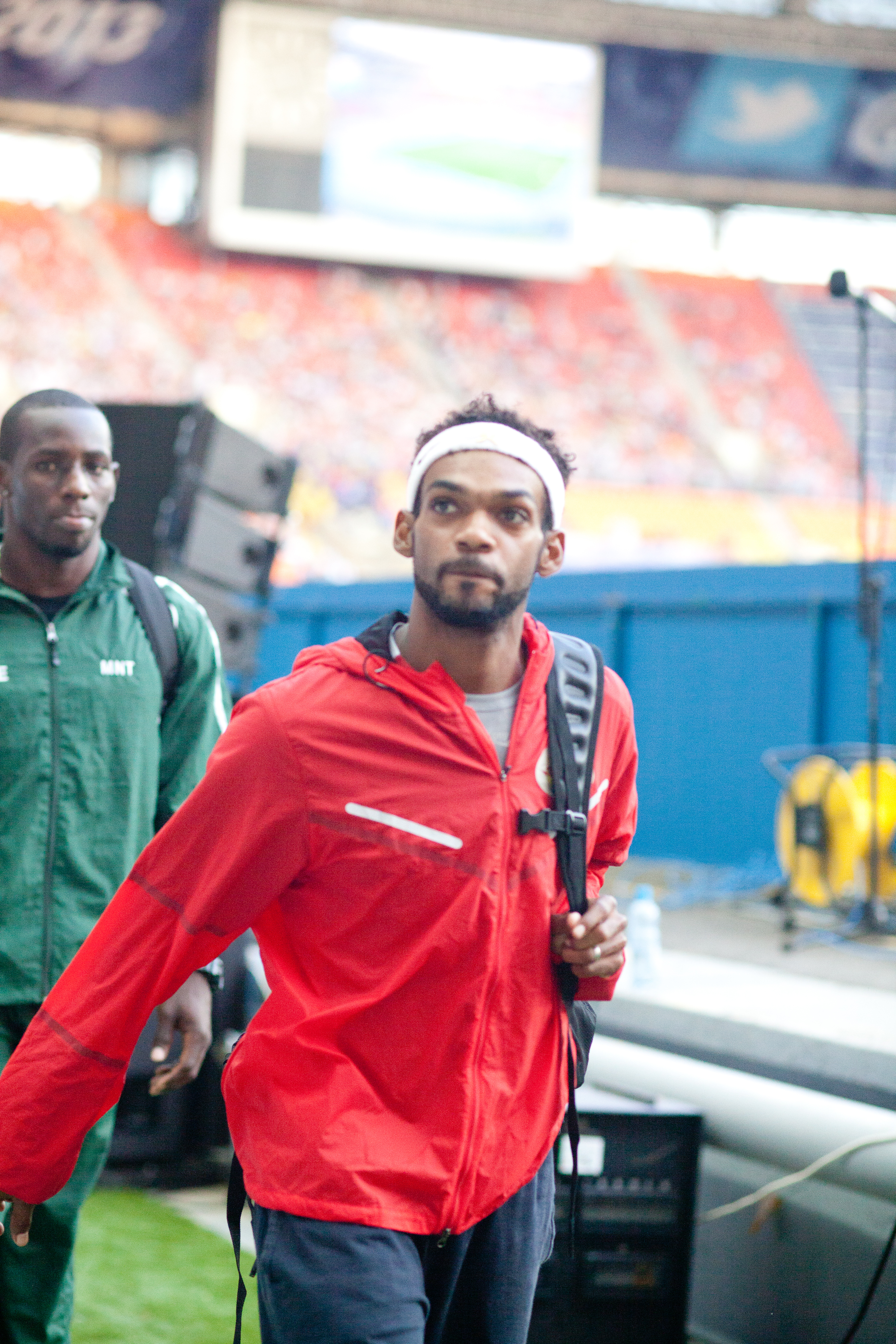
Ausgeschieden: Barakat al-Harthi (vorne) – Siebter in 10,53 s / Shernyl Burns – Achter in 10,69 s

10. August 2013, 20:36 Uhr Ortszeit (17:36 Uhr MESZ)
Wind: −0,2 m/s
| Platz | Bahn | Athlet            | Land                | Zeit (s) |
| ----- | ---- | ----------------- | ------------------- | -------- |
| 1     | 3    | Zhang Peimeng     | Volksrepublik China | 10,04 NR |
| 2     | 5    | Richard Thompson  | Trinidad und Tobago | 10,14    |
| 3     | 9    | Jason Rogers      | St. Kitts und Nevis | 10,19    |
| 4     | 2    | James Dasaolu     | Großbritannien      | 10,20    |
| 5     | 4    | Julian Reus       | Deutschland         | 10,27    |
| 6     | 6    | Denis Dimitrow    | Bulgarien           | 10,29    |
| 7     | 7    | Barakat al-Harthi | Oman                | 10,53    |
| 8     | 8    | Shernyl Burns     | Montserrat          | 10,69    |

#### Vorlauf 5

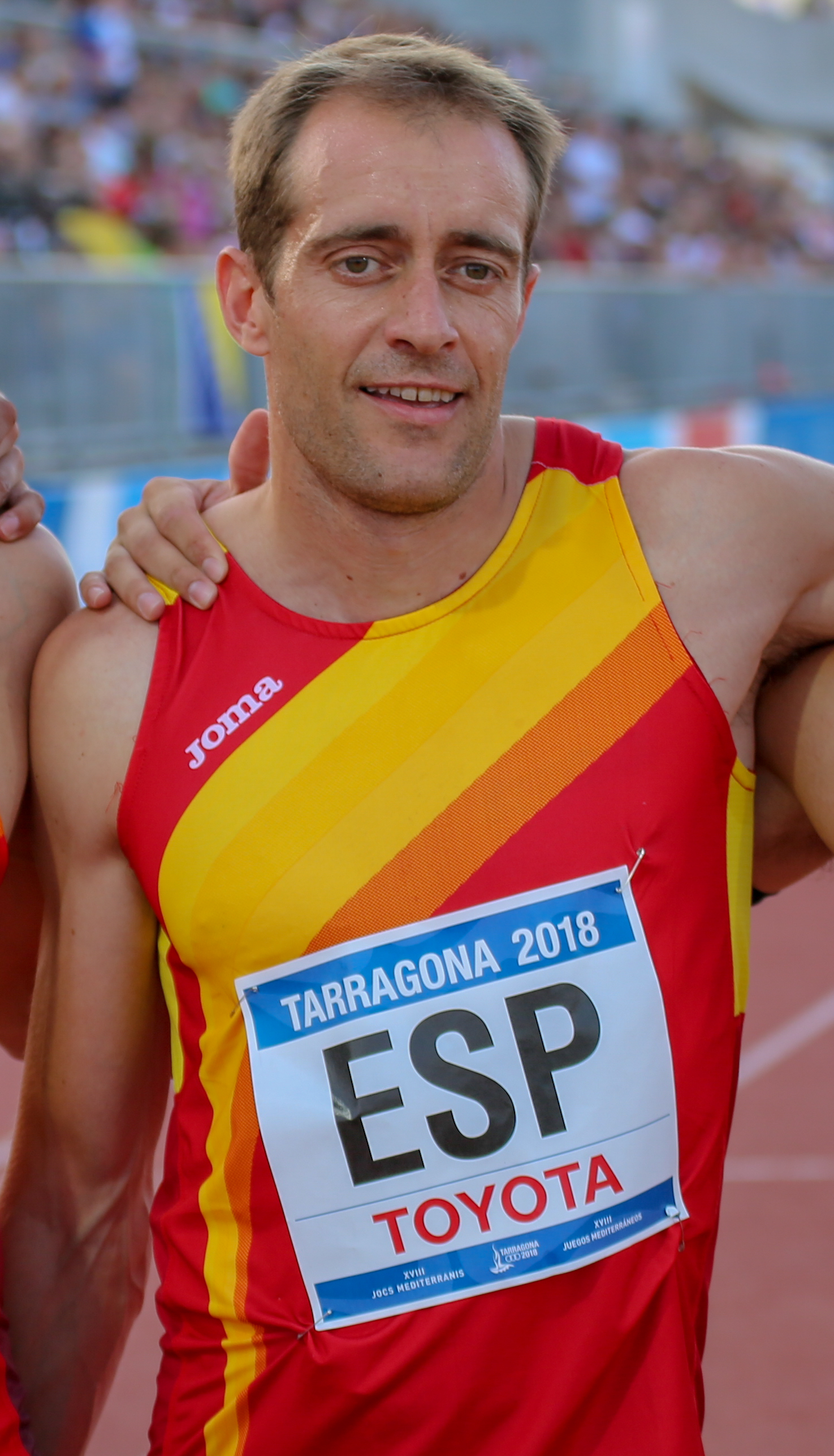
Ángel David Rodríguez – ausgeschieden als Vierter in 10,23 s
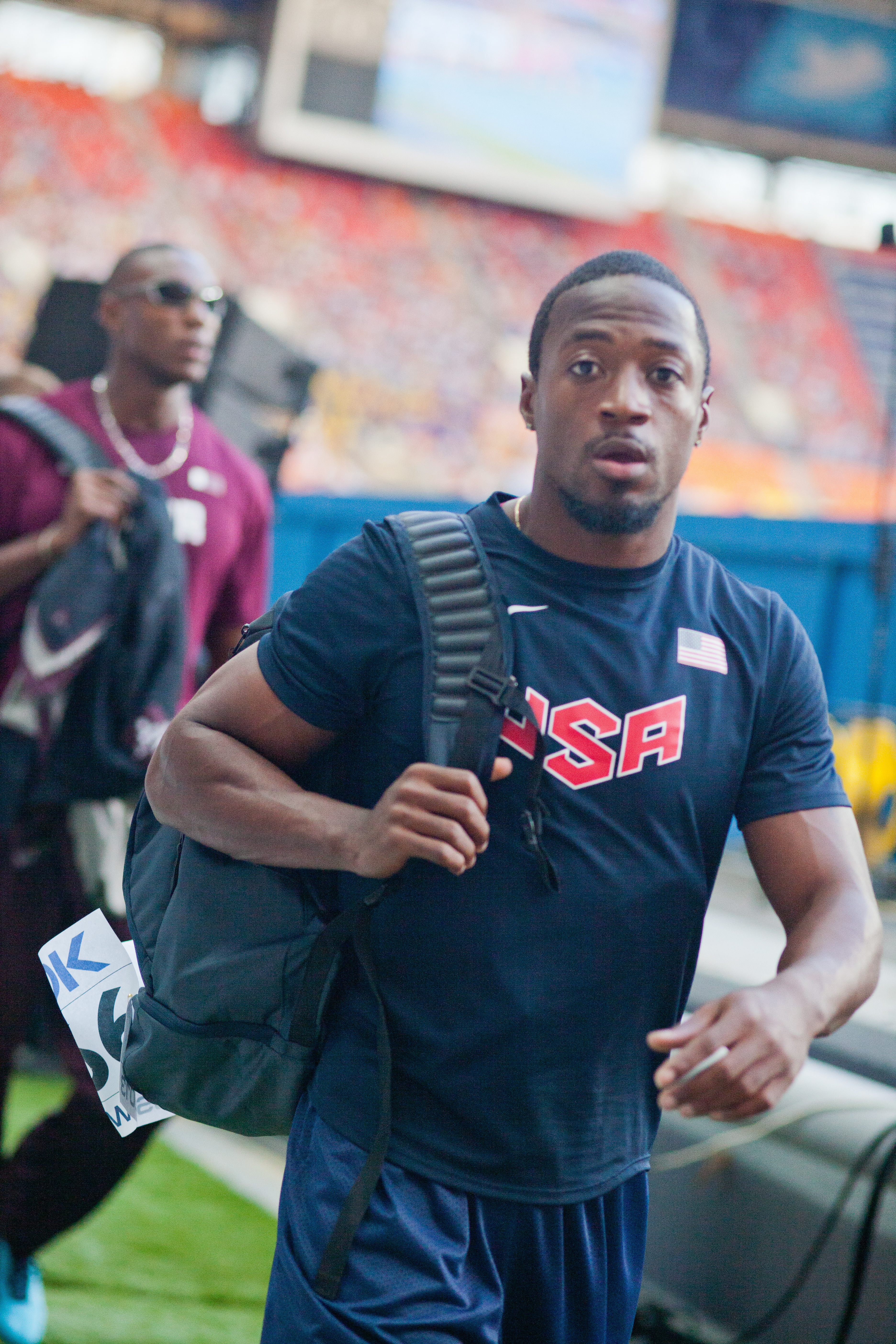
Charles Silmon – ausgeschieden als Fünfter in 10,34 s
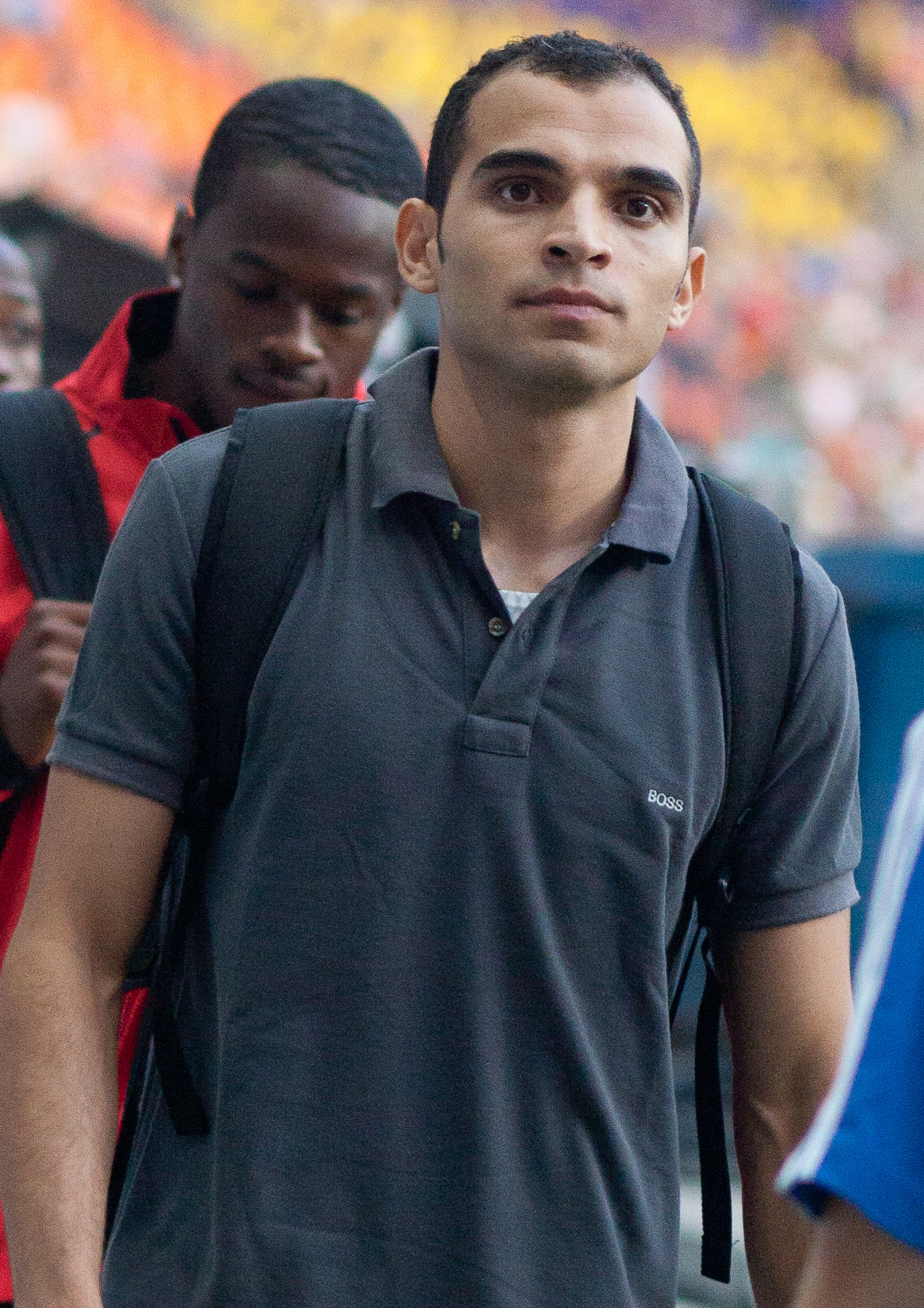
Reza Ghasemi – ausgeschieden als Sechster in 10,46 s

10. August 2013, 20:43 Uhr Ortszeit (17:43 Uhr MESZ)
Wind: −0,1 m/s
| Platz | Bahn | Athlet                | Land          | Zeit (s) |
| ----- | ---- | --------------------- | ------------- | -------- |
| 1     | 7    | Jimmy Vicaut          | Frankreich    | 10,06    |
| 2     | 3    | Aaron Brown           | Kanada        | 10,15    |
| 3     | 5    | Samuel Francis        | Katar         | 10,21    |
| 4     | 6    | Ángel David Rodríguez | Spanien       | 10,23    |
| 5     | 4    | Charles Silmon        | USA           | 10,34    |
| 6     | 2    | Reza Ghasemi          | Iran          | 10,46    |
| 7     | 9    | Alexander Brednew     | Russland      | 10,52    |
| 8     | 8    | Holder da Silva       | Guinea-Bissau | 10,70    |

#### Vorlauf 6
10. August 2013, 20:50 Uhr Ortszeit (17:50 Uhr MESZ)
Wind: −0,1 m/s
| Platz | Bahn | Athlet                 | Land                | Zeit (s) |
| ----- | ---- | ---------------------- | ------------------- | -------- |
| 1     | 6    | Mike Rodgers           | USA                 | 09,98    |
| 2     | 4    | Nickel Ashmeade        | Jamaika             | 10,12    |
| 3     | 5    | Harry Aikines-Aryeetey | Großbritannien      | 10,16    |
| 4     | 3    | Su Bingtian            | Volksrepublik China | 10,16    |
| 5     | 9    | Ogho-Oghene Egwero     | Nigeria             | 10,26    |
| 6     | 7    | Daniel Bailey          | Antigua und Barbuda | 10,45    |
| 7     | 8    | Banuve Tabakaucoro     | Fidschi             | 10,53    |
| 8     | 2    | Hassan Taftian         | Iran                | 10,57    |

Im sechsten Vorlauf ausgeschiedene Sprinter:

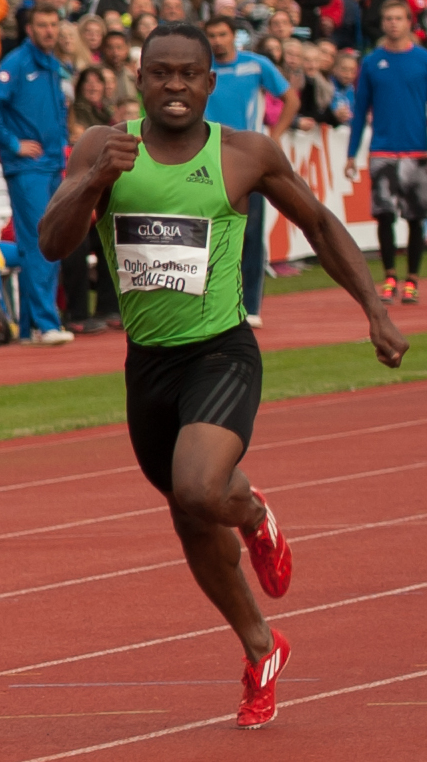
Ogho-Oghene Egwero Rang fünf in 10,26 s
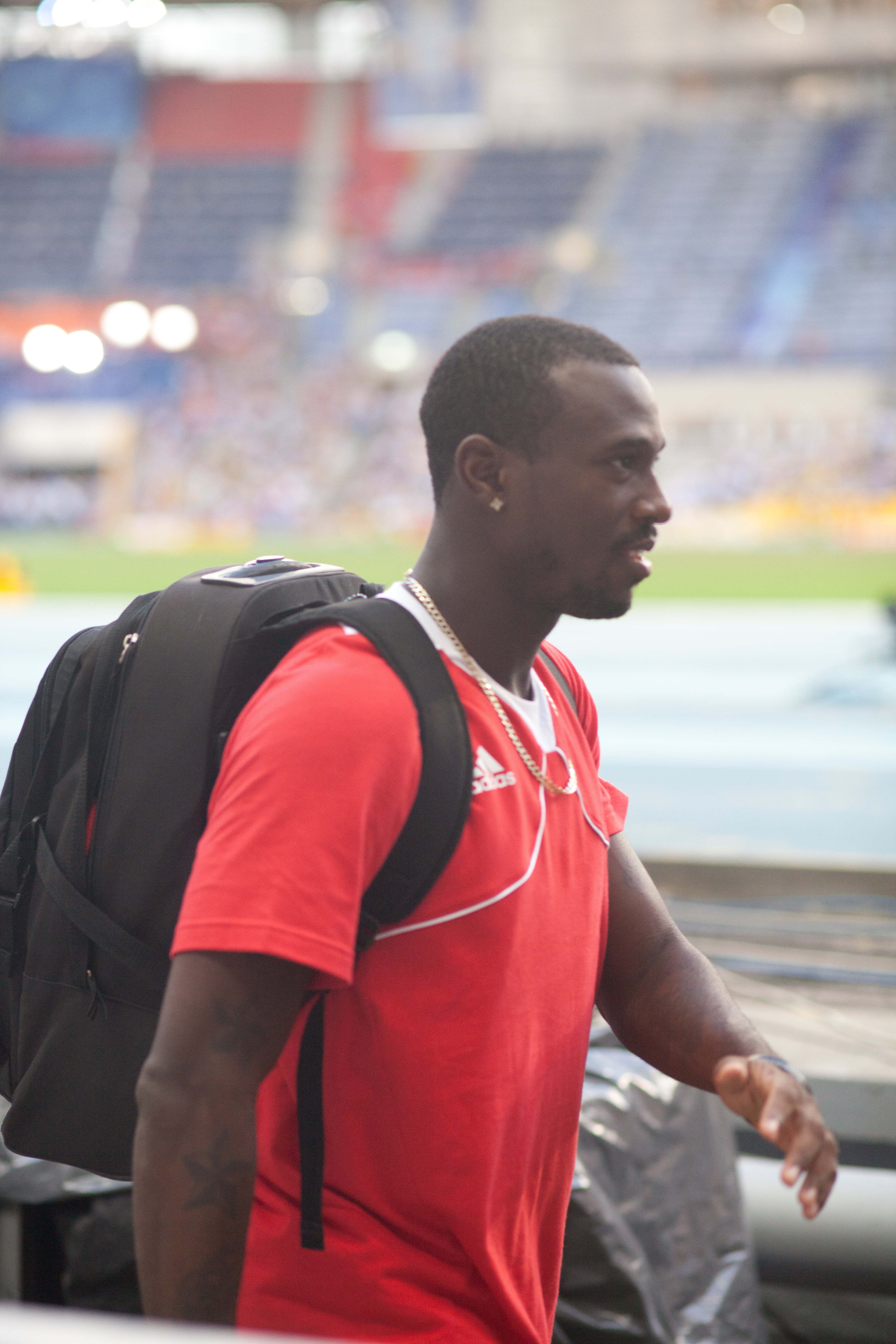
Daniel Bailey Rang sechs in 10,45 s
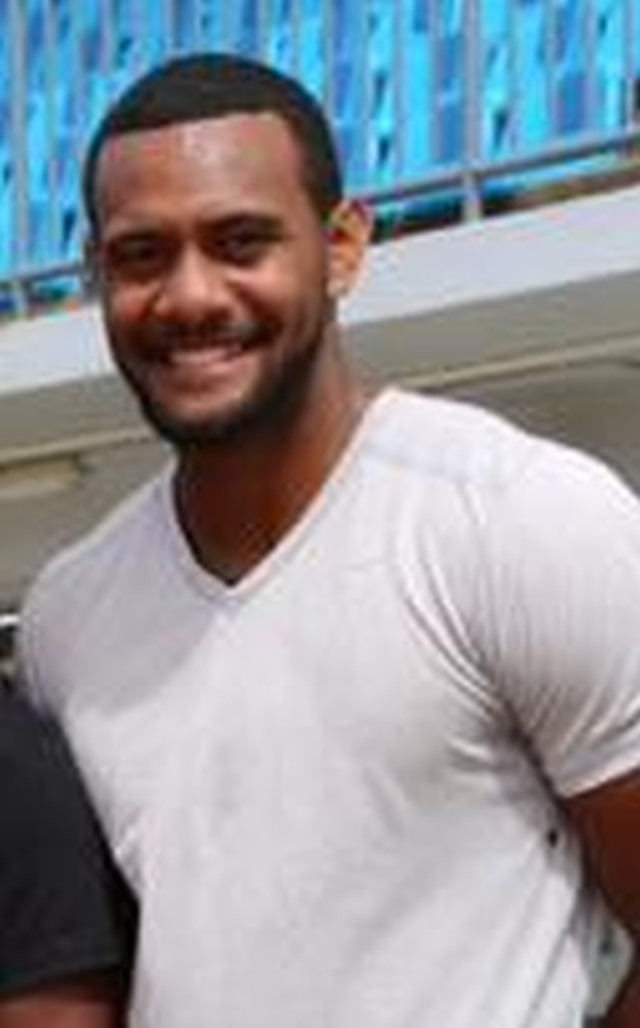
Ratu Banuve Tabakaucoro Rang sieben in 10,53 s
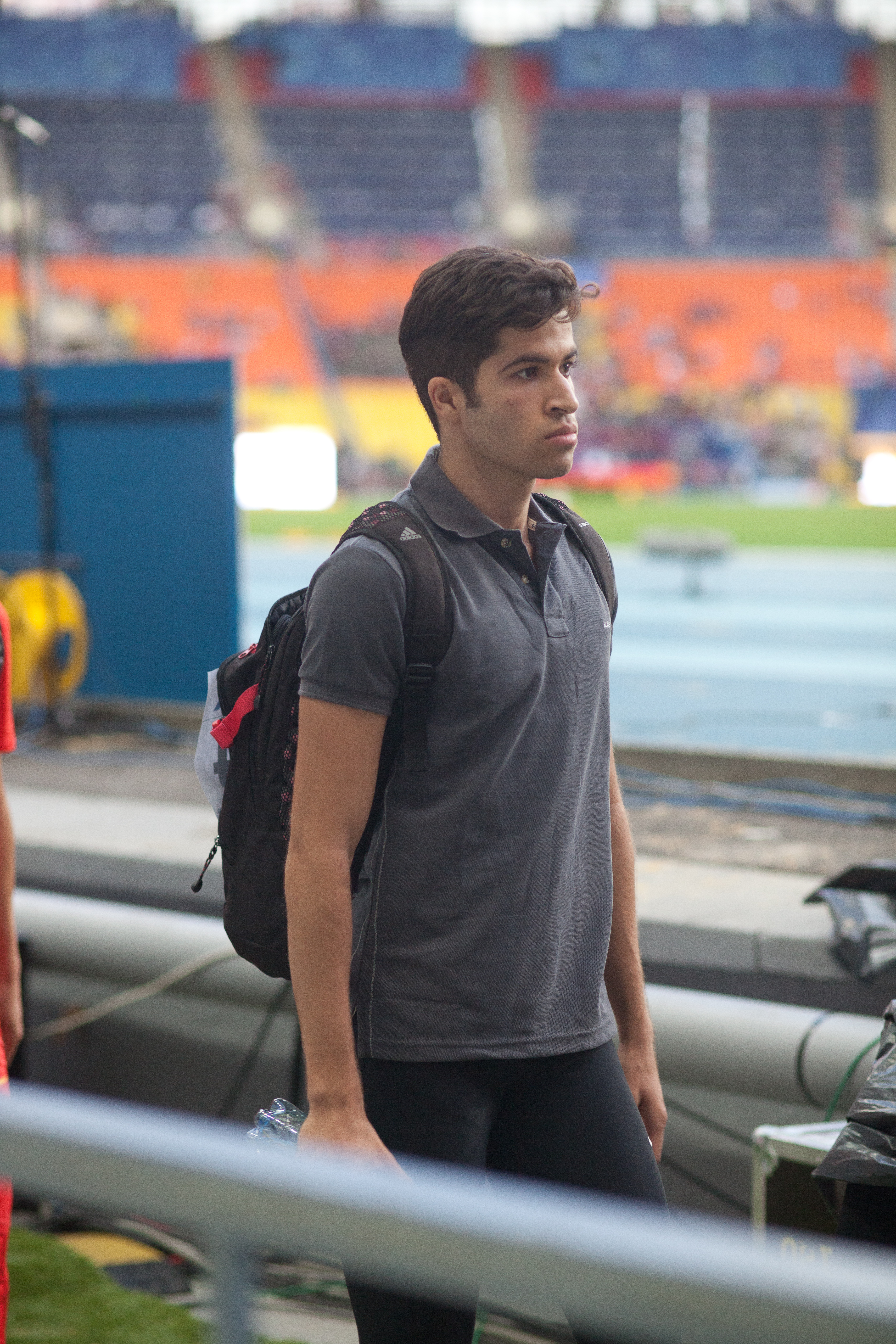
Hassan Taftian Rang acht in 10,57 s

#### Vorlauf 7
10. August 2013, 20:57 Uhr Ortszeit (17:57 Uhr MESZ)
Wind: −0,4 m/s
| Platz | Bahn | Athlet             | Land                | Zeit (s)                    |
| ----- | ---- | ------------------ | ------------------- | --------------------------- |
| 1     | 3    | Usain Bolt         | Jamaika             | 10,07                       |
| 2     | 9    | Anaso Jobodwana    | Südafrika           | 10,17                       |
| 3     | 5    | Ramon Gittens      | Barbados            | 10,19                       |
| 4     | 8    | Ryōta Yamagata     | Japan               | 10,21                       |
| 5     | 2    | Rondel Sorrillo    | Trinidad und Tobago | 10,25                       |
| 6     | 6    | Hua Wilfried Koffi | Elfenbeinküste      | 10,40                       |
| 7     | 7    | Sapwaturrahman     | Indonesien          | 10,89                       |
| DSQ   | 4    | Kemar Hyman        | Cayman Islands      | IAAF Rule 162.7 – Fehlstart |

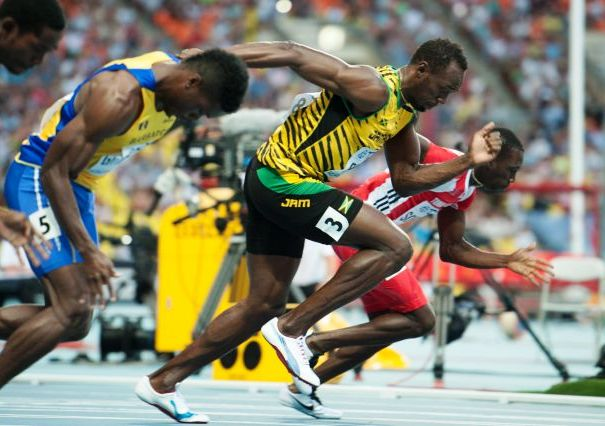
Startphase des siebten Vorlaufs, (v. l. n. r.): Ramon Gittens, Usain Bolt, Rondel Sorrillo

Im siebten Vorlauf ausgeschiedene Sprinter:

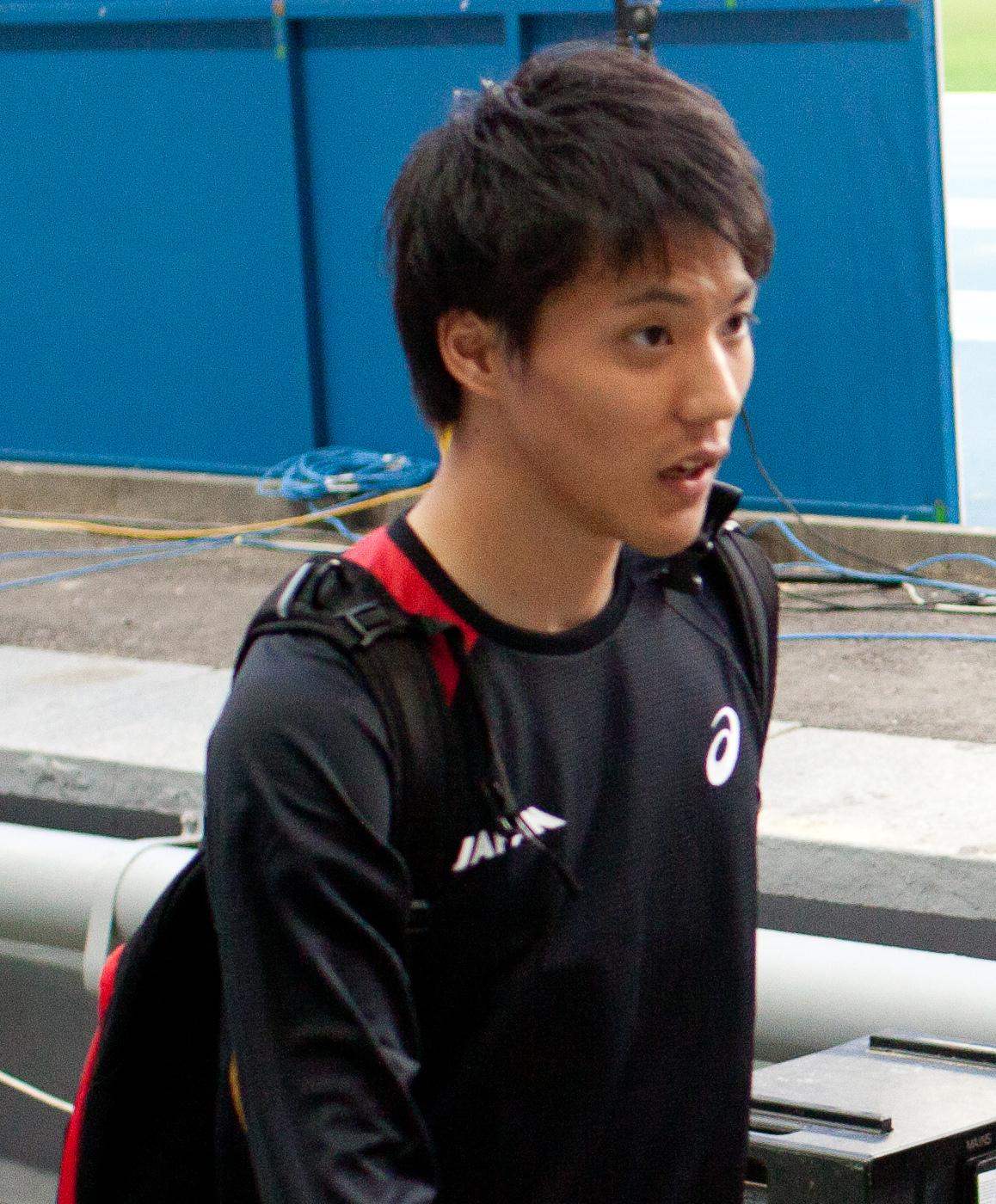
Ryōta Yamagata Rang vier in 10,21 s
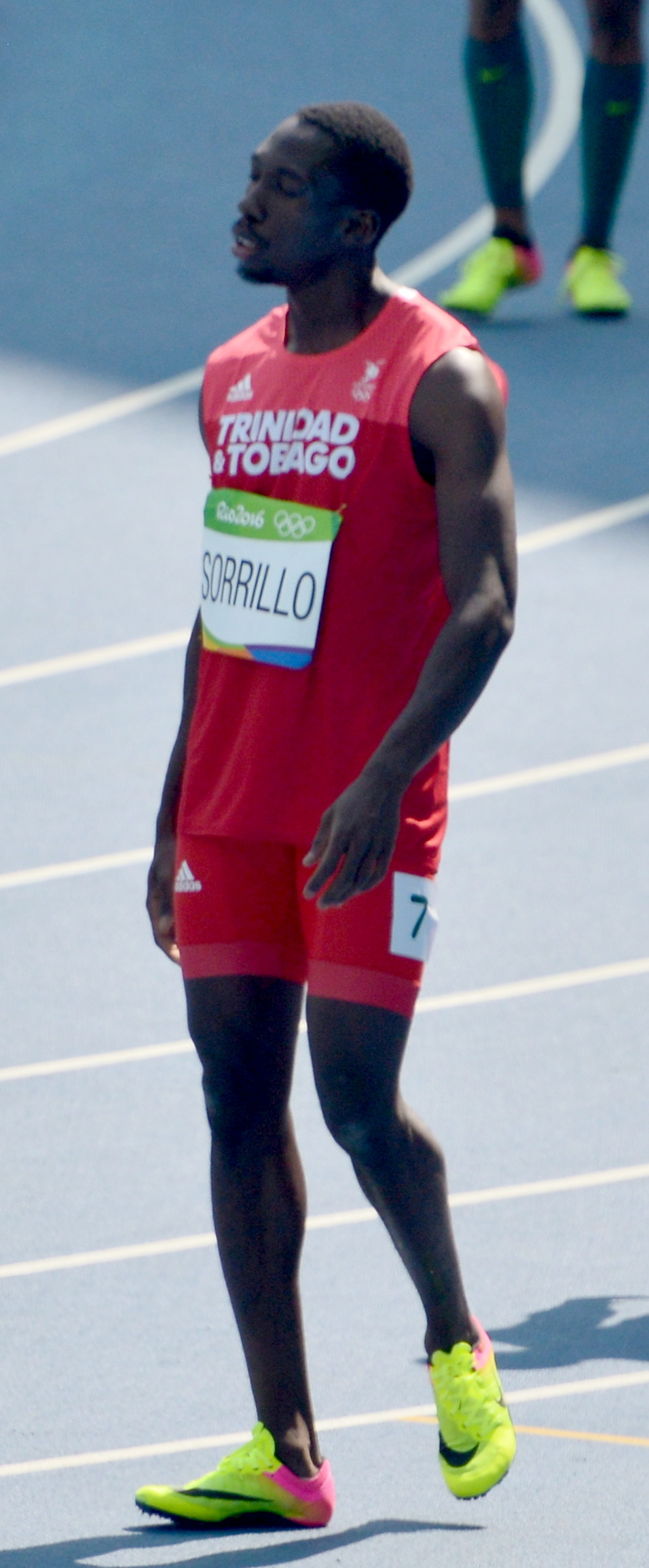
Rondel Sorrillo Rang fünf in 10,25 s
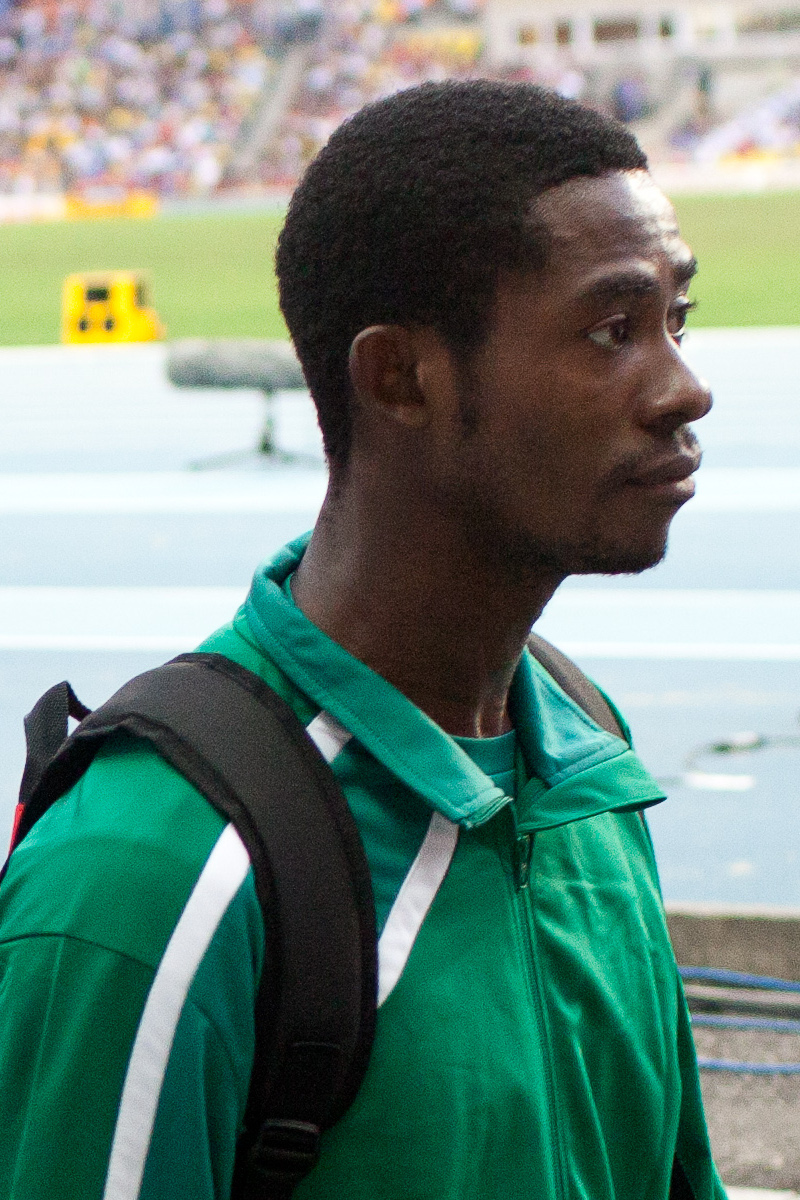
Hua Wilfried Koffi Rang sechs in 10,40 s
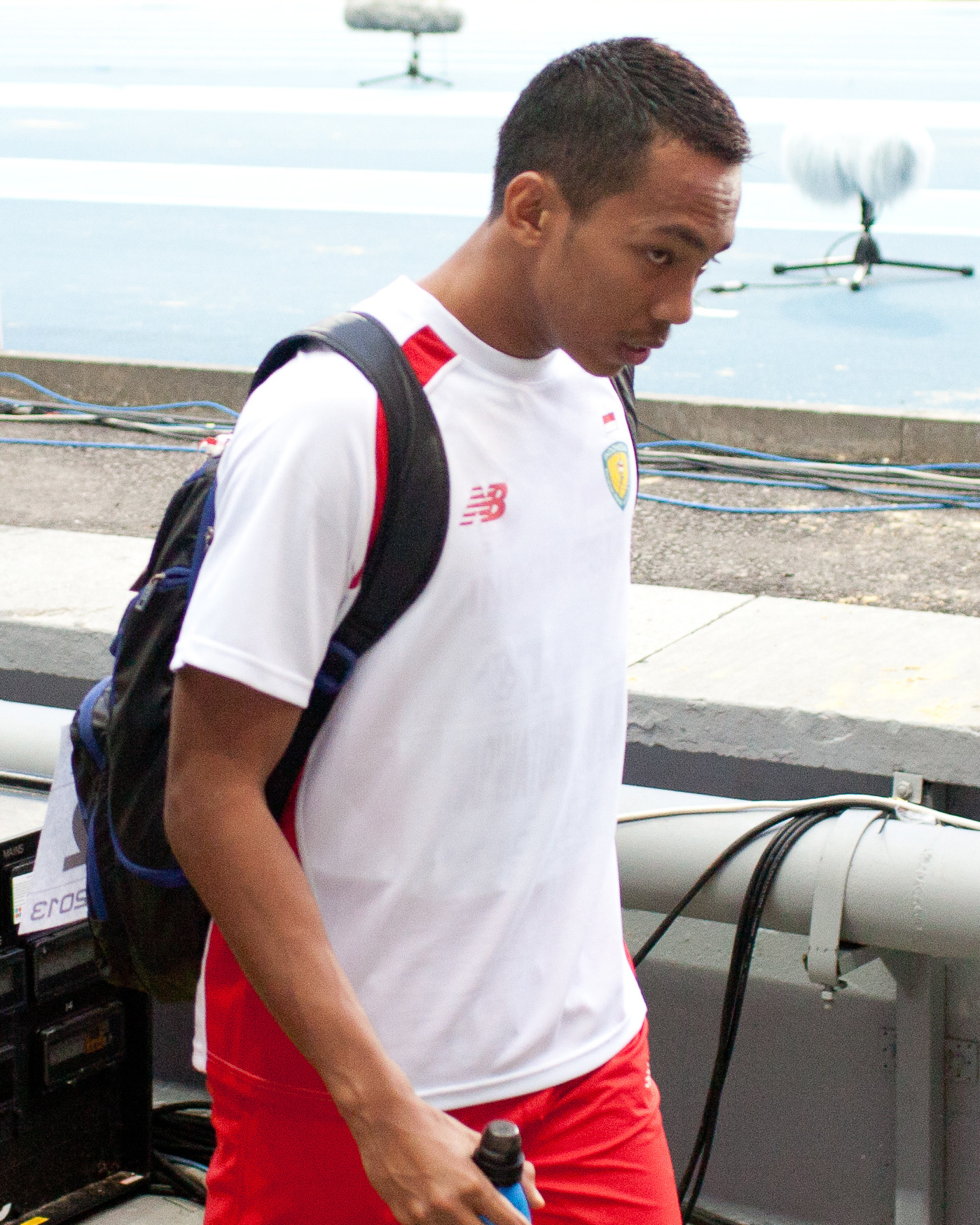
Sapwaturrahman Rang sieben in 10,89 s

### Halbfinale
Aus den beiden Halbfinalläufen qualifizierten sich die jeweils ersten drei Athleten – hellblau unterlegt – sowie die darüber hinaus zwei zeitschnellsten Läufer – hellgrün unterlegt – für das Finale.

#### Halbfinallauf 1
11. August 2013, 19:05 Uhr Ortszeit (16:05 Uhr MESZ)
Wind: −0,1 m/s
| Platz | Bahn | Athlet                 | Land                | Zeit (s)                    |
| ----- | ---- | ---------------------- | ------------------- | --------------------------- |
| 1     | 4    | Justin Gatlin          | USA                 | 09,94                       |
| 2     | 5    | Nesta Carter           | Jamaika             | 09,97                       |
| 3     | 7    | Jimmy Vicaut           | Frankreich          | 10,01                       |
| 4     | 8    | Anaso Jobodwana        | Südafrika           | 10,17                       |
| 5     | 6    | Richard Thompson       | Trinidad und Tobago | 10,19                       |
| 6     | 3    | Gabriel Mvumvure       | Simbabwe            | 10,21                       |
| 7     | 9    | Harry Aikines-Aryeetey | Großbritannien      | 10,34                       |
| DSQ   | 2    | Su Bingtian            | Volksrepublik China | IAAF Rule 162.7 – Fehlstart |

Im ersten Halbfinale ausgeschiedene Sprinter:

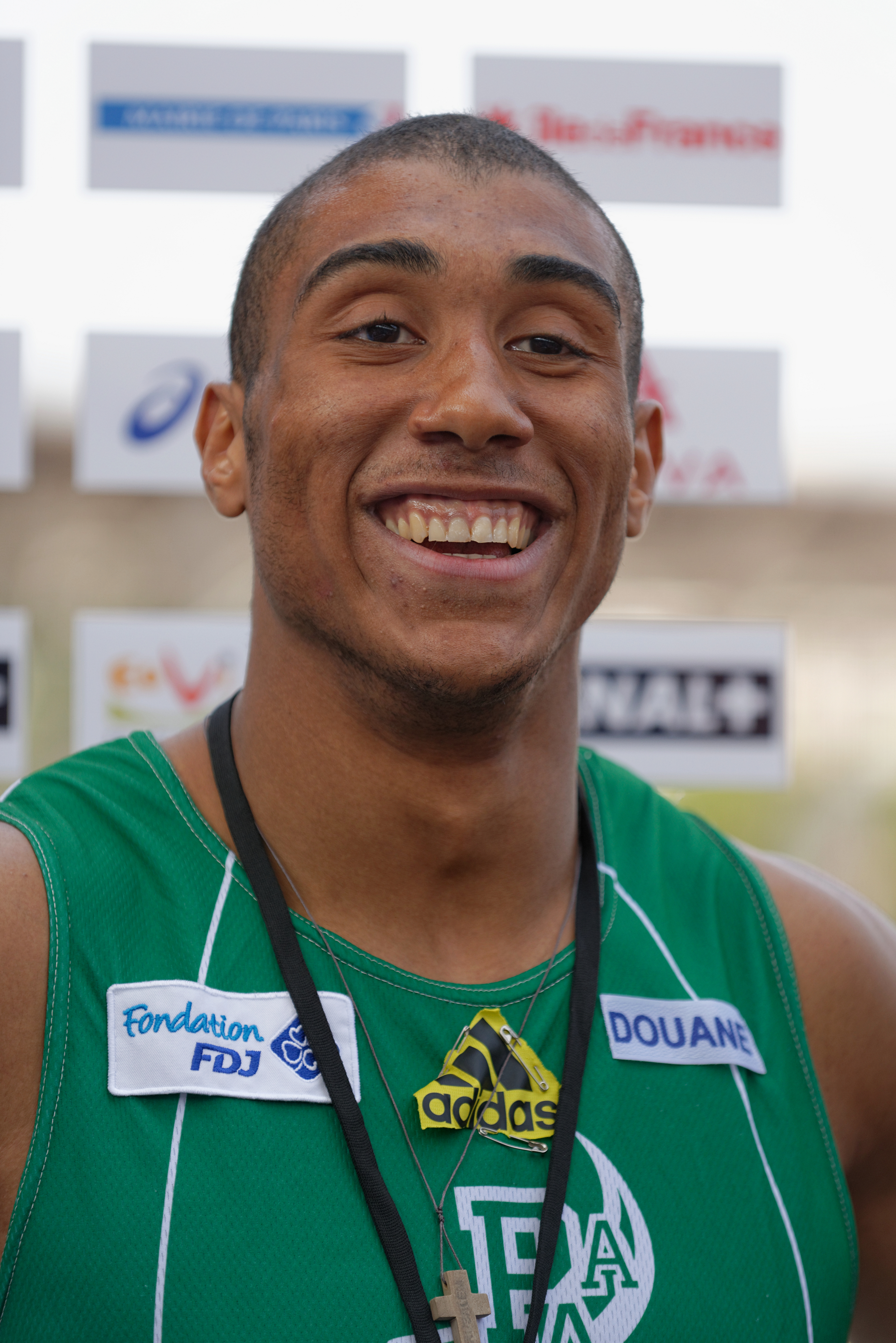
Jimmy Vicaut Rang drei in 10,01 s
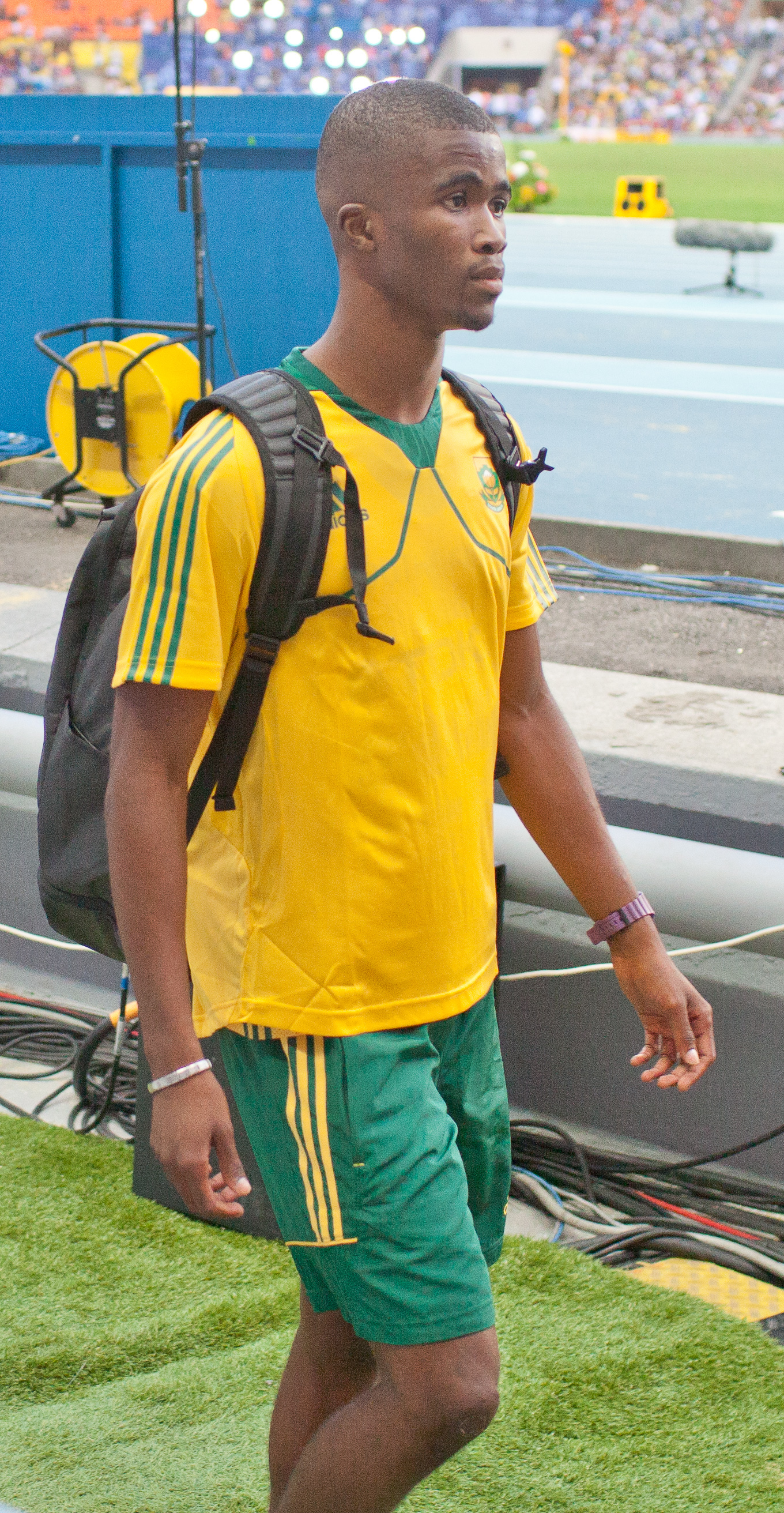
Anaso Jobodwana Rang vier in 10,17 s
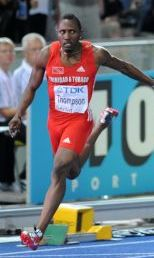
Richard Thompson Rang fünf in 10,19 s
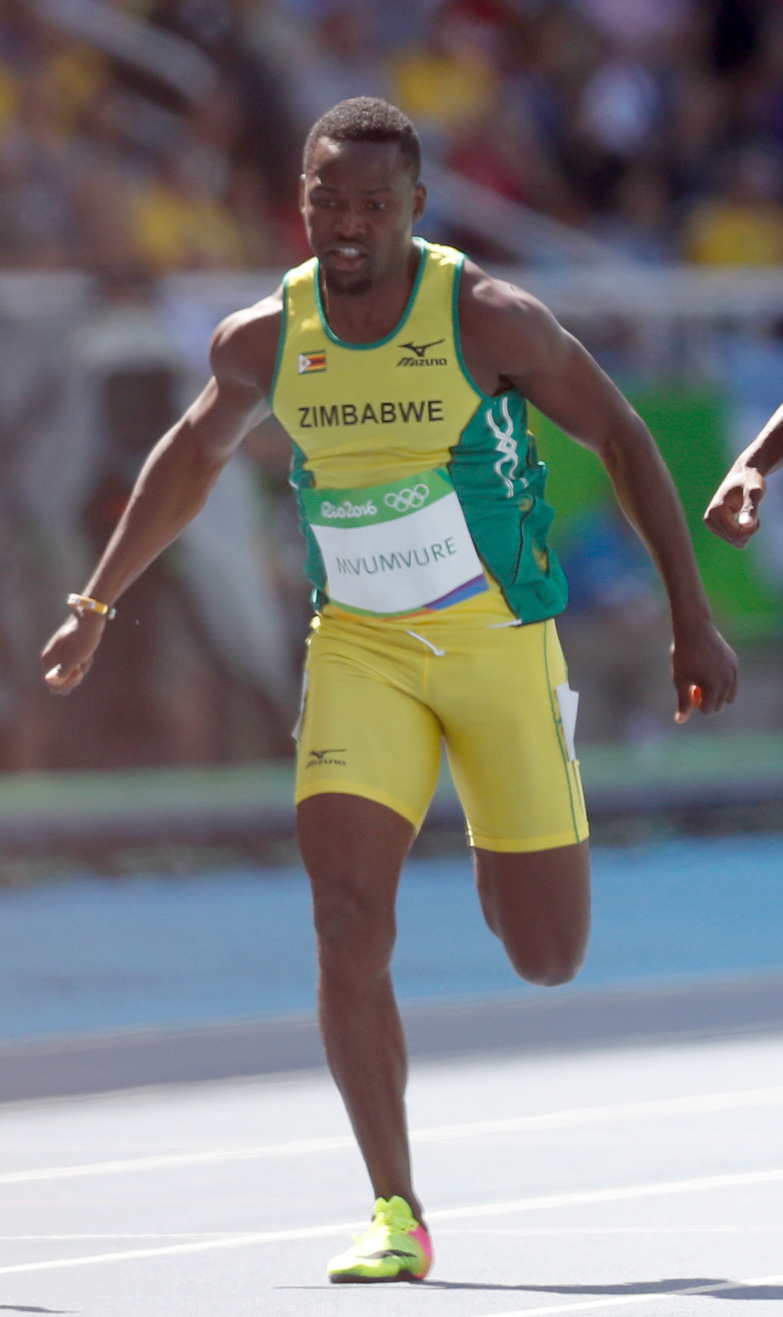
Gabriel Mvumvure Rang sechs in 10,21 s
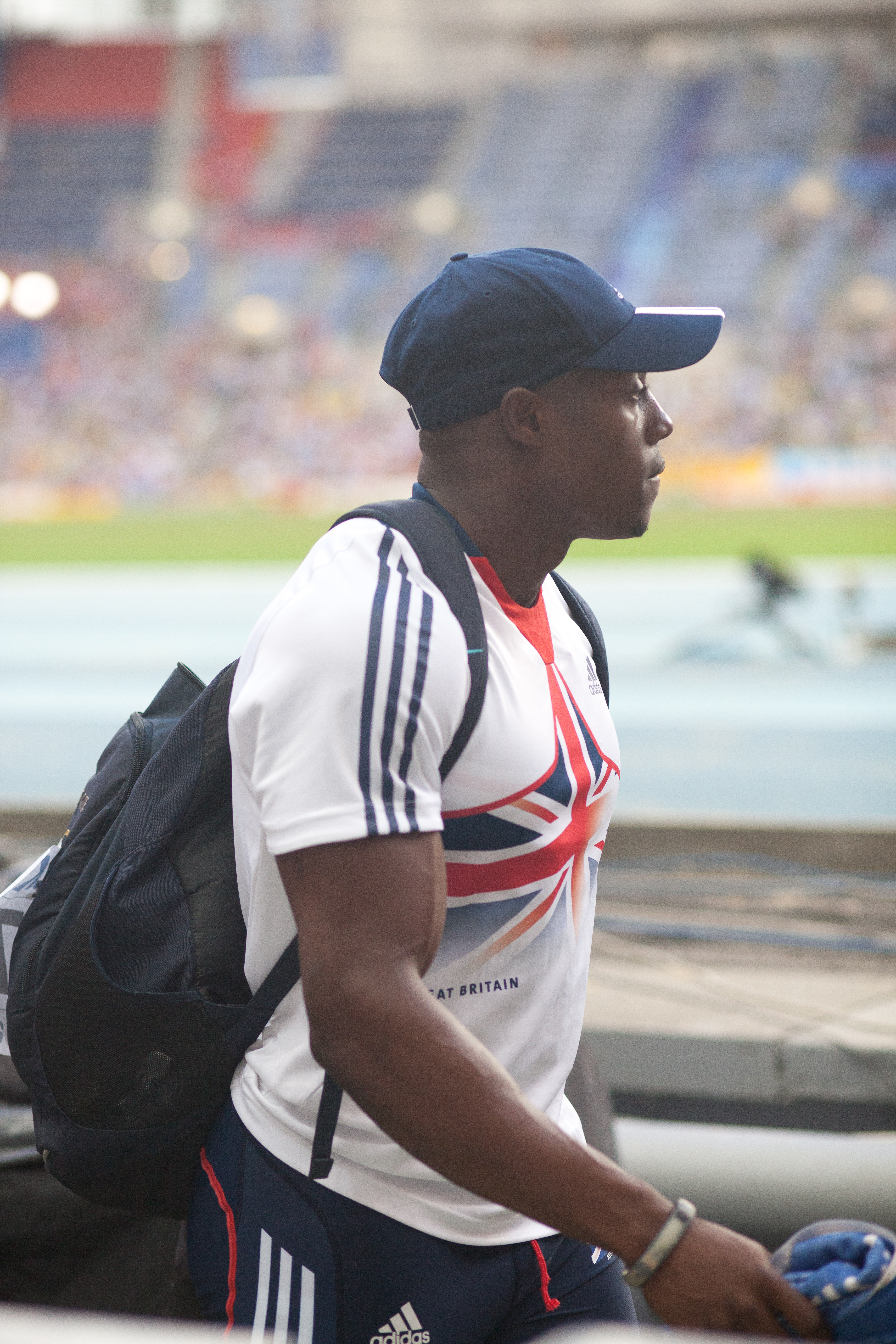
Harry Aikines-Aryeetey Rang sieben in 10,34 s

#### Halbfinallauf 2
11. August 2013, 19:13 Uhr Ortszeit (16:13 Uhr MESZ)
Wind: +0,4 m/s
| Platz | Bahn | Athlet              | Land                | Zeit (s) |
| ----- | ---- | ------------------- | ------------------- | -------- |
| 1     | 6    | Nickel Ashmeade     | Jamaika             | 09,90 PB |
| 2     | 4    | Kemar Bailey-Cole   | Jamaika             | 09,93 PB |
| 3     | 3    | James Dasaolu       | Großbritannien      | 09,97    |
| 4     | 7    | Christophe Lemaitre | Frankreich          | 10,00    |
| 5     | 5    | Zhang Peimeng       | Volksrepublik China | 10,00 NR |
| 6     | 9    | Dwain Chambers      | Großbritannien      | 10,15    |
| 7     | 8    | Jason Rogers        | St. Kitts und Nevis | 10,15    |
| 8     | 2    | Gavin Smellie       | Kanada              | 10,30    |

Im zweiten Halbfinale ausgeschiedene Sprinter:

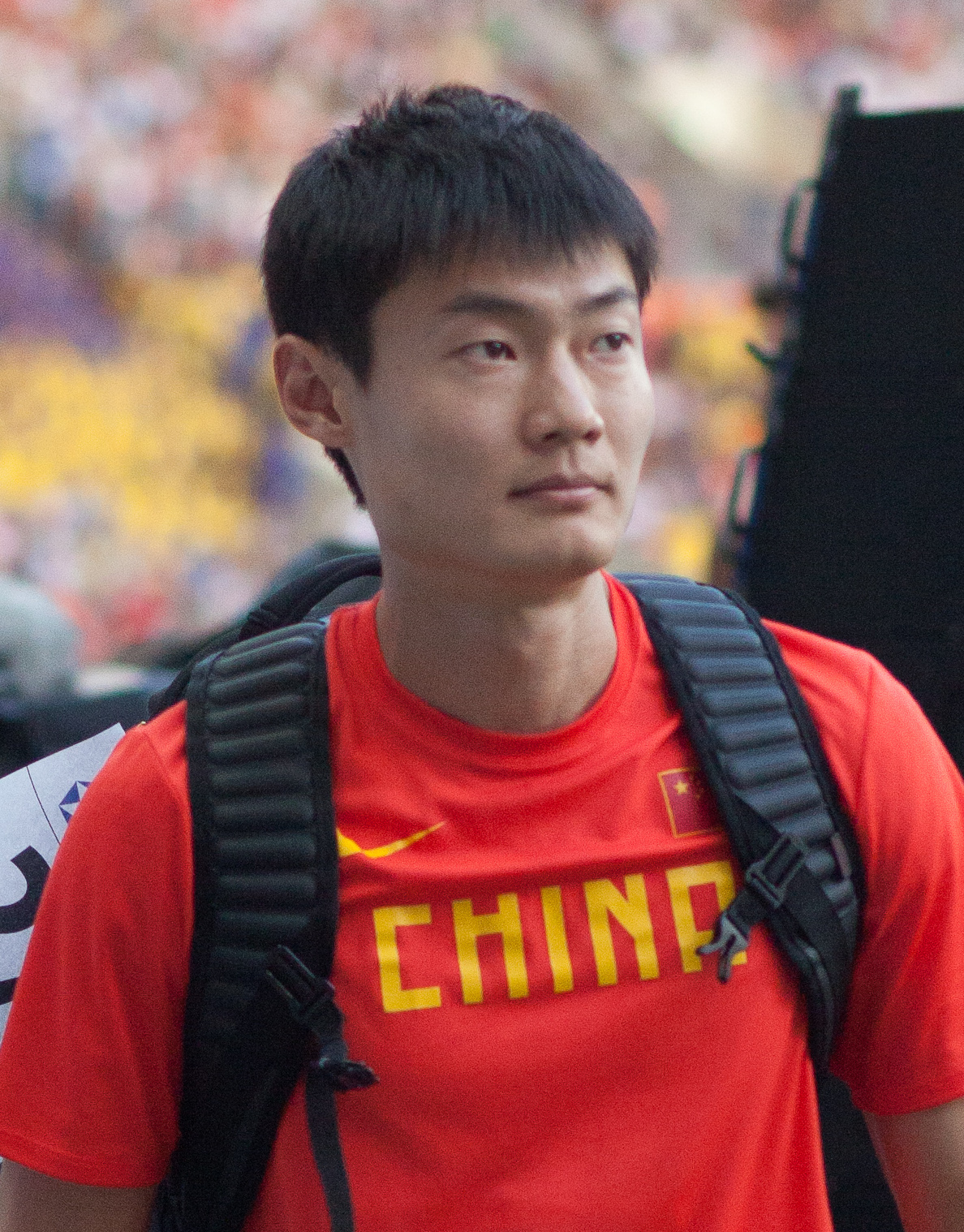
Zhang Peimeng – lief zweimal chinesischen Landesrekord und schied als Fünfter in 10,00 s aus
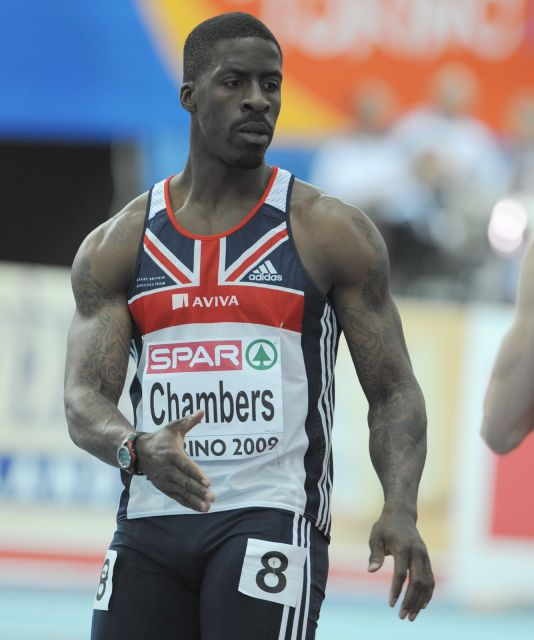
Dwain Chambers Rang sechs in 10,15 s
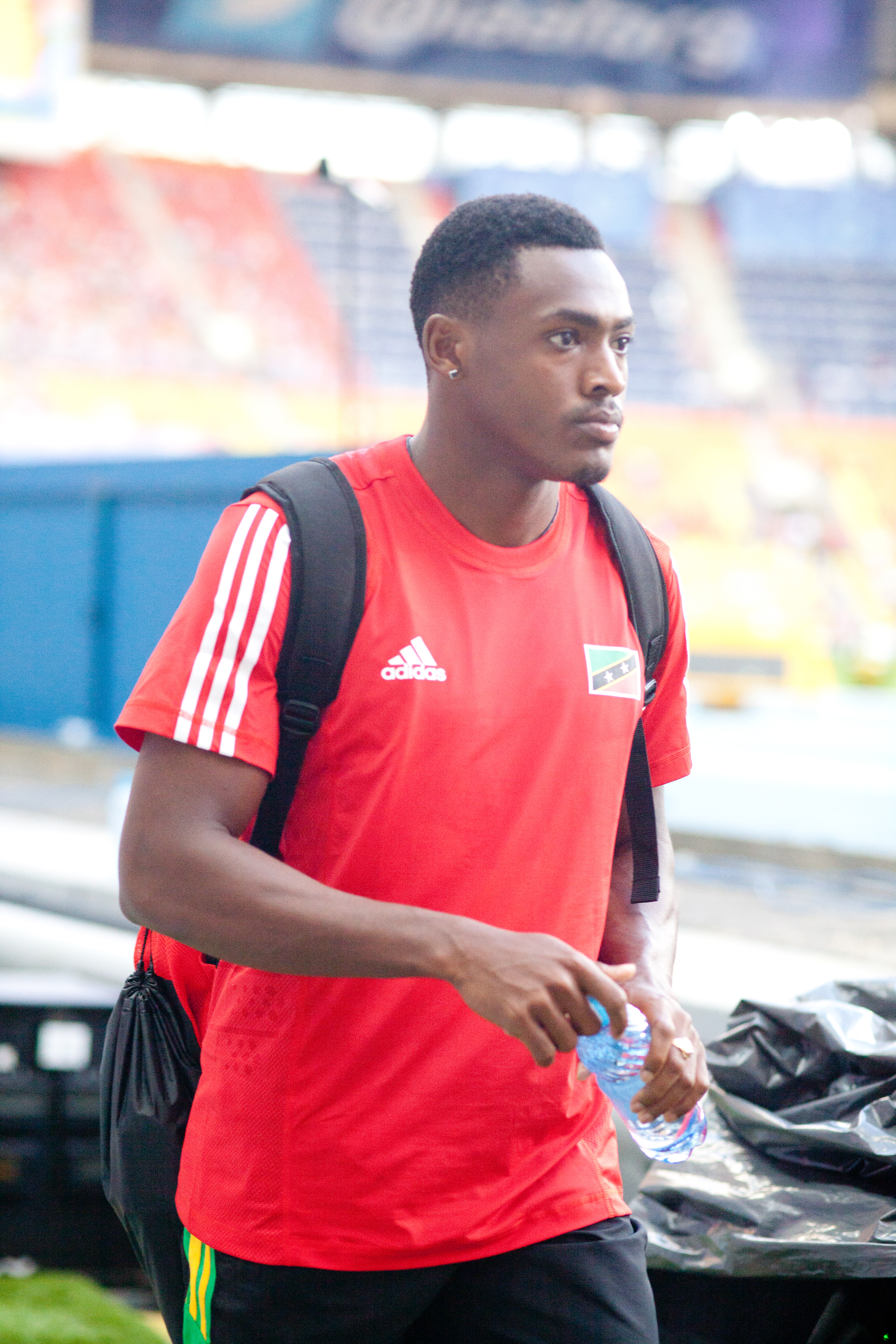
Jason Rogers Rang sieben in 10,15 s
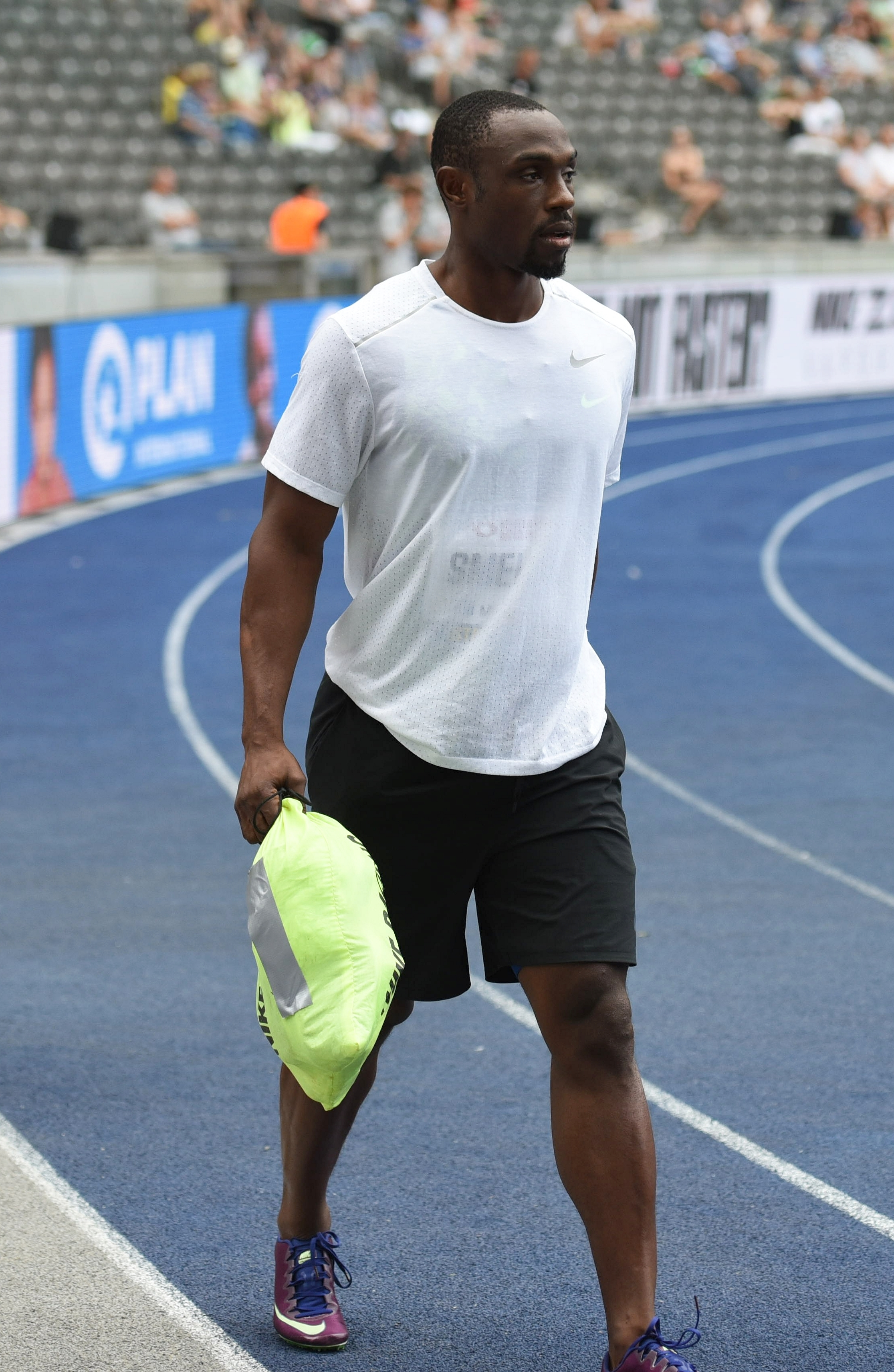
Gavin Smellie Rang acht in 10,30 s

#### Halbfinallauf 3
11. August 2013, 19:21 Uhr Ortszeit (16:21 Uhr MESZ)
Wind: +0,4 m/s
| Platz | Bahn | Athlet           | Land                | Zeit (s) |
| ----- | ---- | ---------------- | ------------------- | -------- |
| 1     | 5    | Usain Bolt       | Jamaika             | 09,92    |
| 2     | 4    | Mike Rodgers     | USA                 | 09,93 SB |
| 3     | 7    | Keston Bledman   | Trinidad und Tobago | 10,08    |
| 4     | 9    | Churandy Martina | Niederlande         | 10,09    |
| 5     | 6    | Aaron Brown      | Kanada              | 10,15    |
| 6     | 3    | Antoine Adams    | St. Kitts und Nevis | 10,17    |
| 7     | 8    | Ramon Gittens    | Barbados            | 10,31    |
| DNS   | 2    | Samuel Francis   | Katar               |          |

Im dritten Halbfinale ausgeschiedene Sprinter:

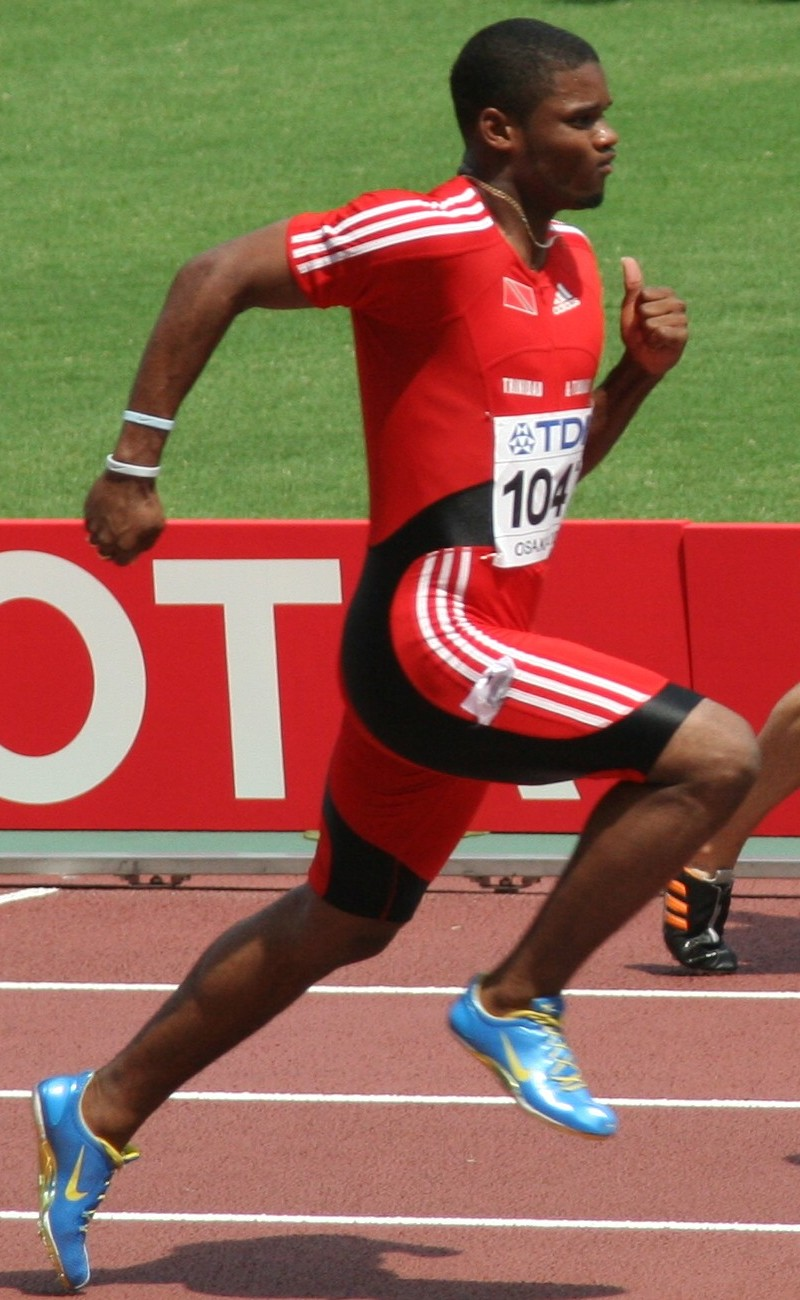
Keston Bledman Rang drei in 10,08 s
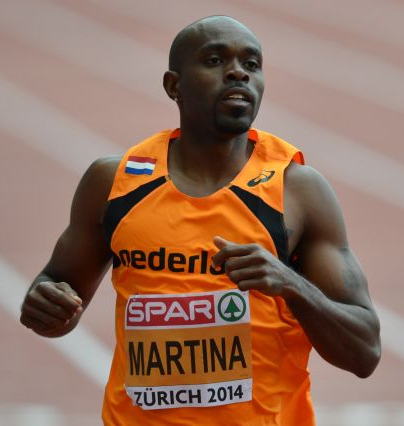
Churandy Martina Rang vier in 10,09 s
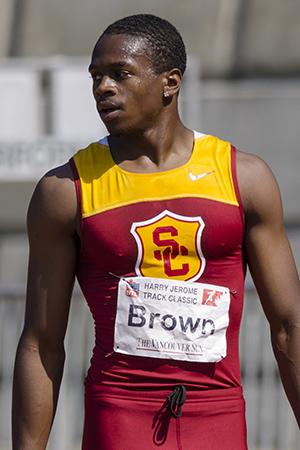
Aaron Brown Rang fünf in 10,15 s
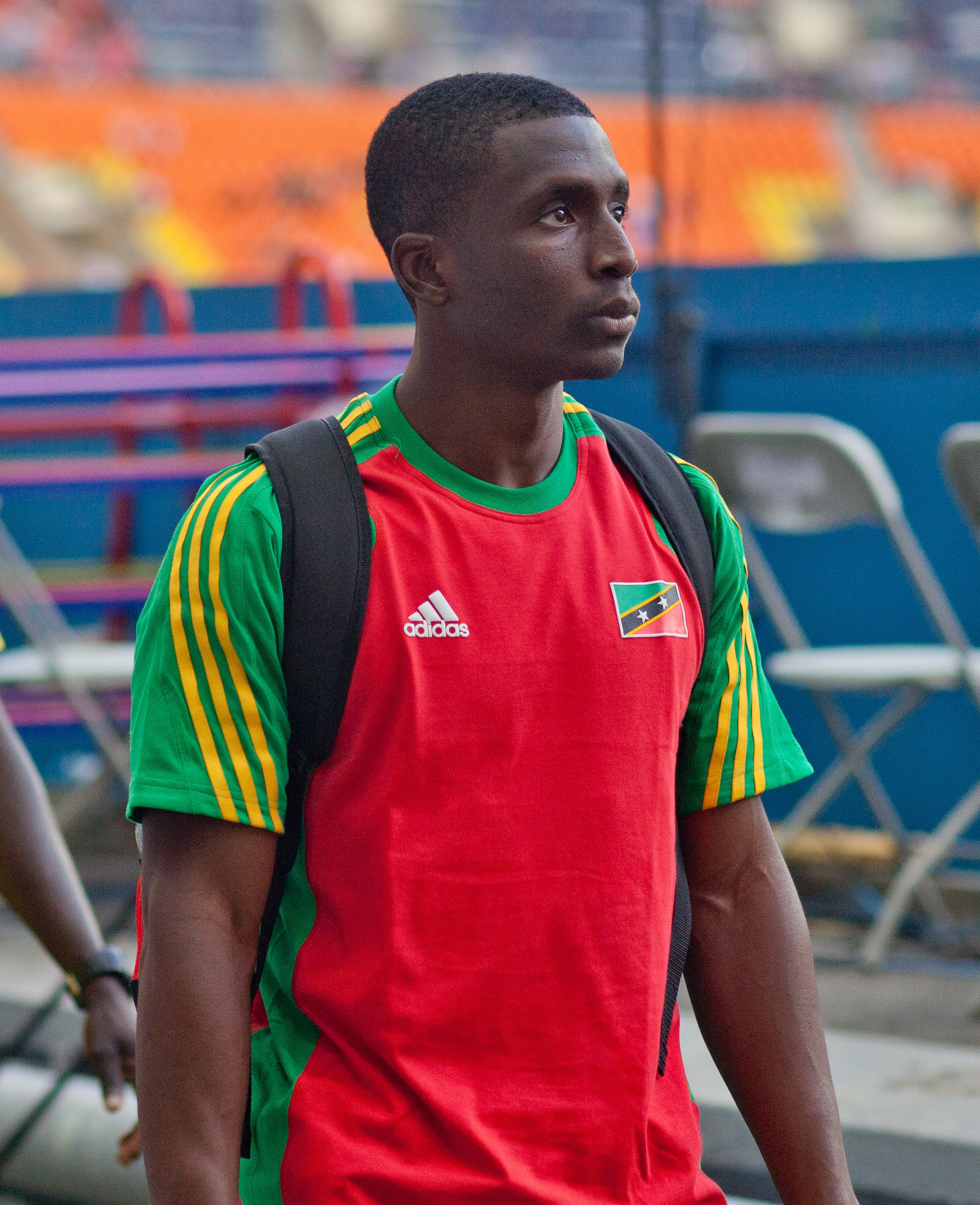
Antoine Adams Rang sechs in 10,17 s
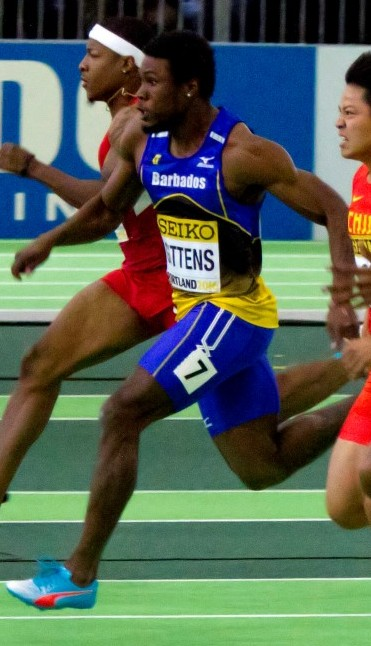
Ramon Gittens Rang sieben in 10,13 s

### Finale

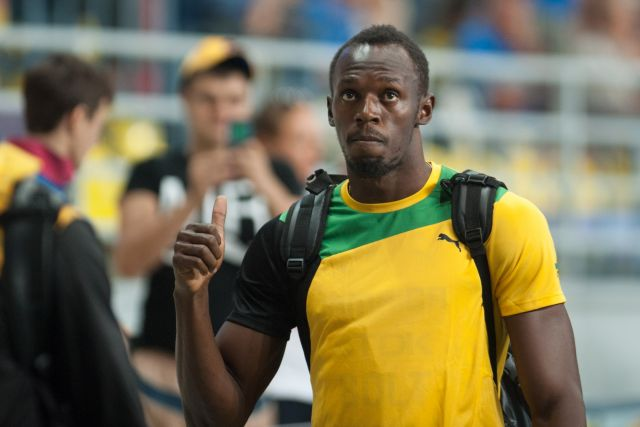
Usain Bolt – der dominierende Sprinter seiner Zeit siegte auch hier

11. August 2013, 21:50 Uhr Ortszeit (18:50 Uhr MESZ)
| Platz | Bahn | Athlet              | Land           | Zeit (s) |
| ----- | ---- | ------------------- | -------------- | -------- |
|       | 6    | Usain Bolt          | Jamaika        | 09,77 SB |
|       | 5    | Justin Gatlin       | USA            | 09,85 SB |
|       | 8    | Nesta Carter        | Jamaika        | 09,95    |
| 4     | 7    | Kemar Bailey-Cole   | Jamaika        | 09,98    |
| 5     | 4    | Nickel Ashmeade     | Jamaika        | 09,98    |
| 6     | 9    | Mike Rodgers        | USA            | 10,04    |
| 7     | 3    | Christophe Lemaitre | Frankreich     | 10,06    |
| 8     | 2    | James Dasaolu       | Großbritannien | 10,21    |

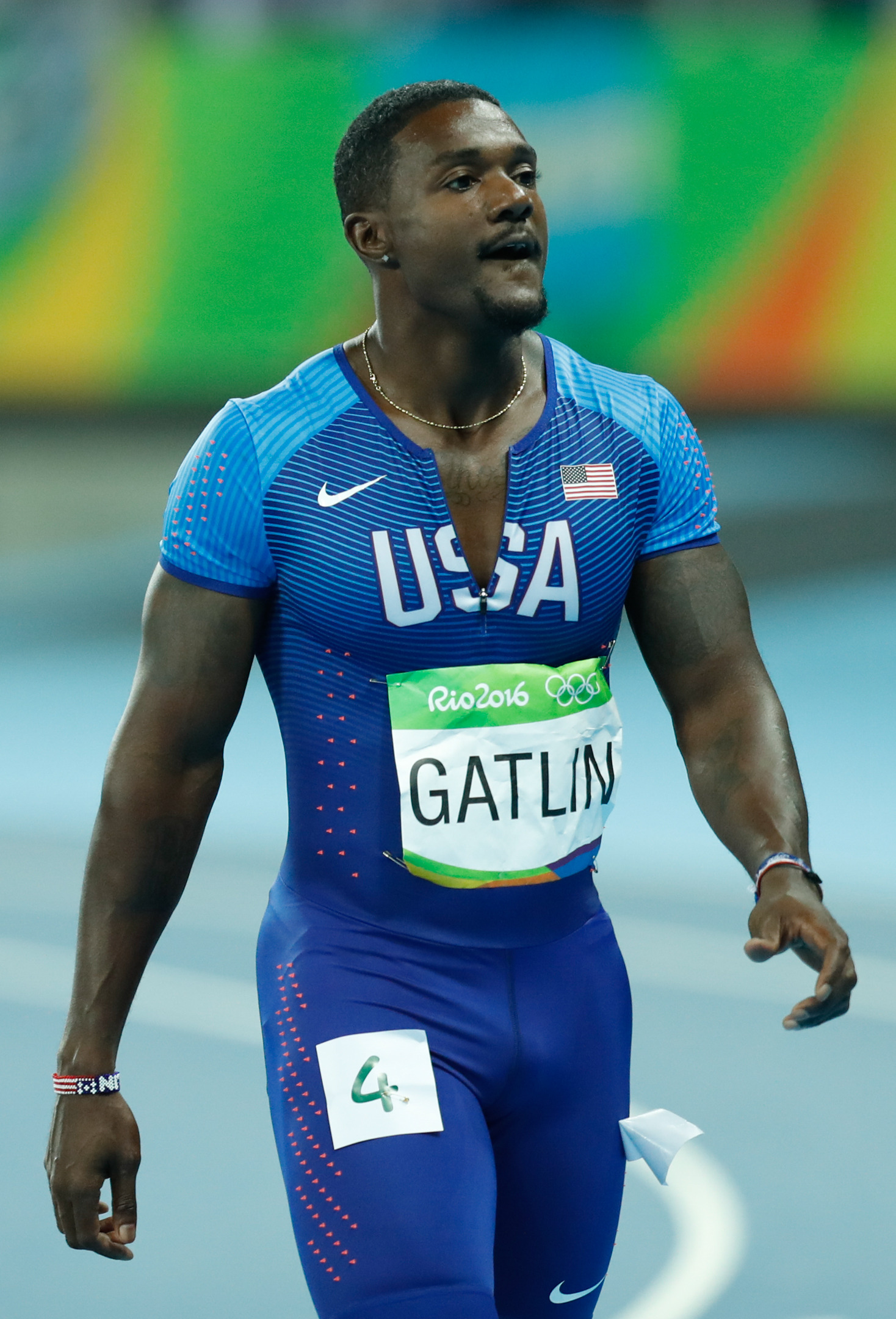
Vizeweltmeister Justin Gatlin
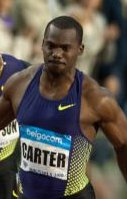
Bronzemedaillengewinner Nesta Carter

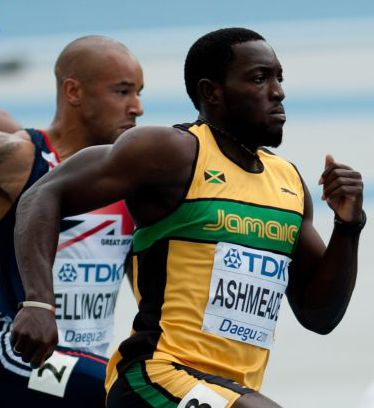
Nickel Ashmeade belegte Rang fünf
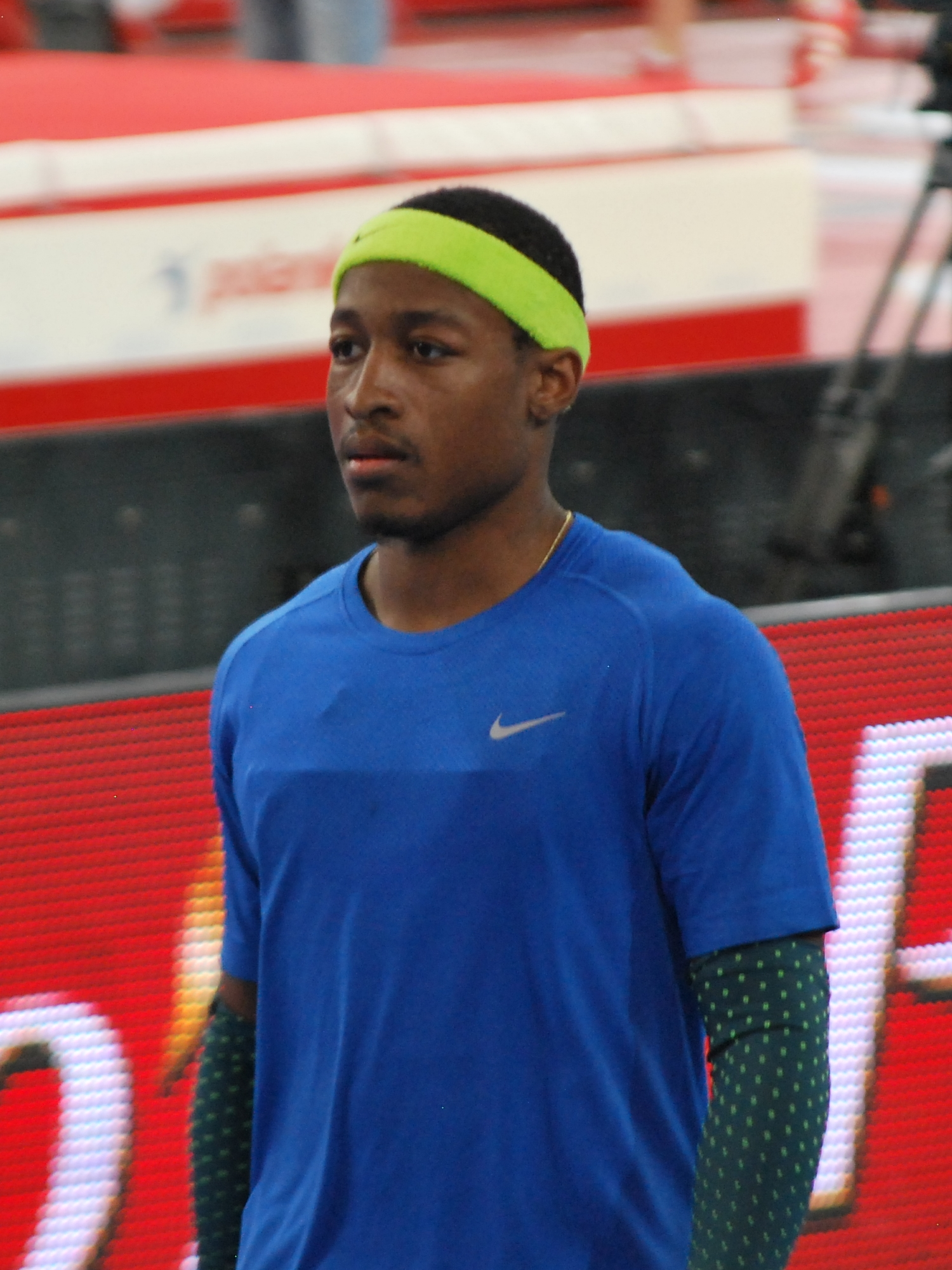
Mike Rodgers kam auf den sechsten Platz
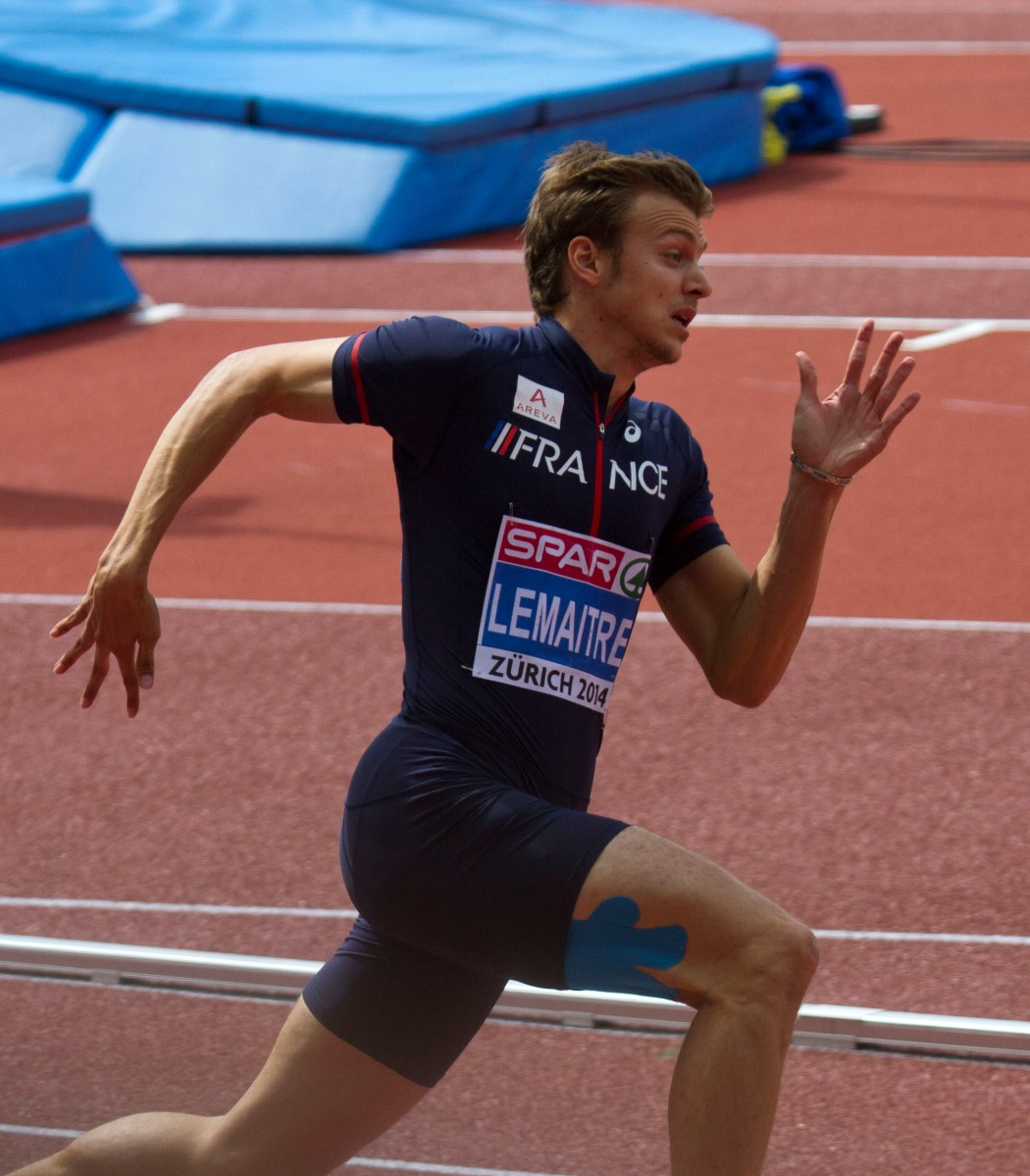
Rang sieben für Christophe Lemaitre
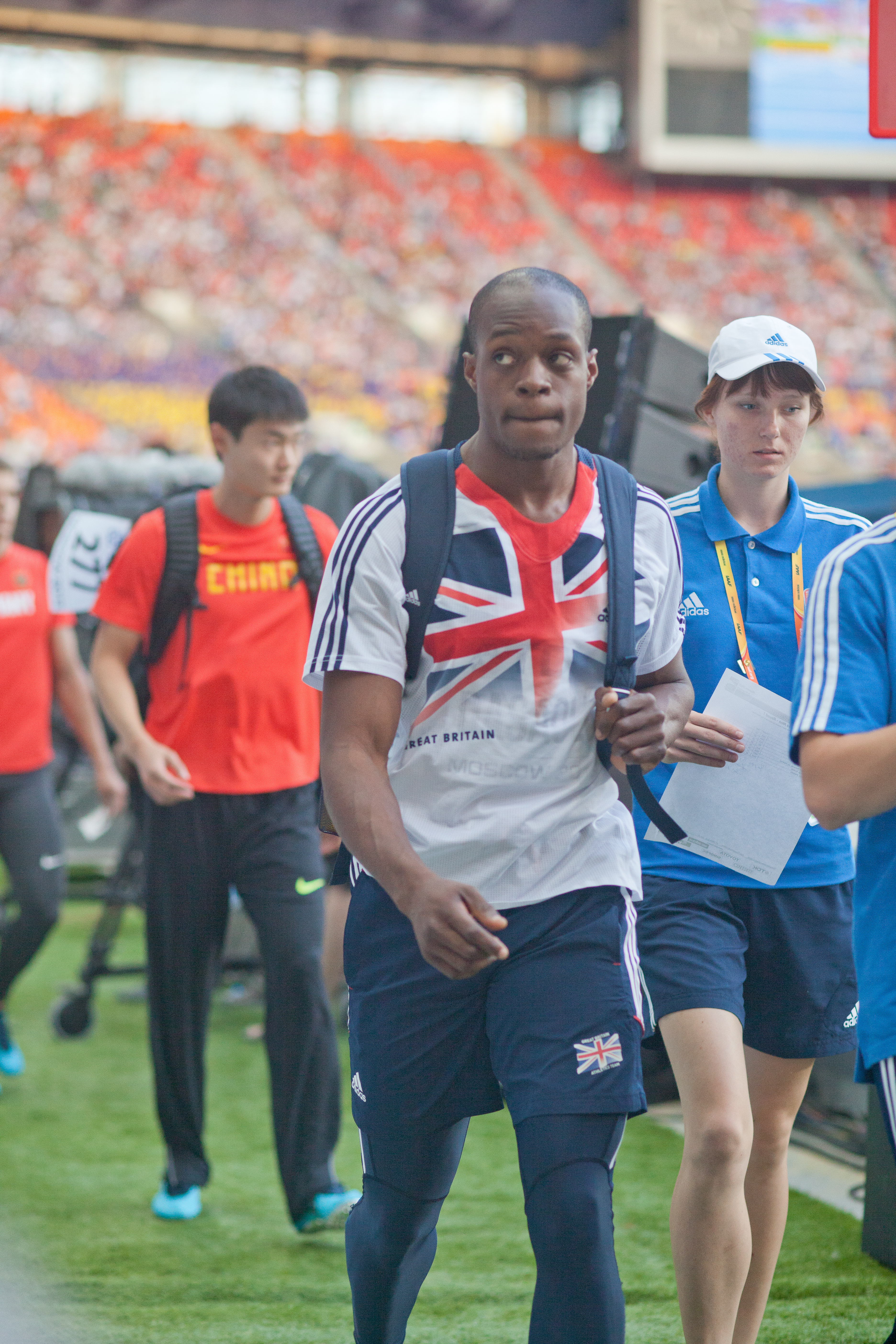
James Dasaolu erreichte im Finale Platz acht

## Video
- Men's 100m Final - Athletics World Championships 2013 in Moscow, youtube.com, abgerufen am 22. Juli 2017